# Liga Națională de baschet masculin 2017-2018
Liga Națională de baschet masculin 2017-2018 a fost cea de a 67-a ediție a primului eșalon valoric al campionatului național de baschet masculin românesc. Competiția a fost organizată de Federația Română de Baschet (FRB). Campioana en-titre a fost U-BT Cluj-Napoca.
CSM CSU Oradea a câștigat titlul pentru a doua oară învingând în finală pe Steaua CSM Eximbank București cu scorul de 3-1.

## Sistemul competițional
Conform deciziei Biroului Federal al FRB din 17 iunie 2016, Liga Națională de baschet masculin sezonul 2016-2017 a avut următoarea desfășurare:
- O grupă de 12 echipe - fiecare echipă va juca cu fiecare în sistem tur-retur
- La finalul celor 22 de etape, în urma clasamentului, primele șase echipe se vor afla în grupa 1-6, iar următoarele șase echipe în grupa 7-12 (punctele obținute în prima fază a competiției vor fi păstrate). Fiecare echipă din grupă va juca cu fiecare echipă din aceeași grupă în sistem tur-retur
- Primele 2 echipe din grupa 7-12 vor intra, alături de echipele din grupa 1-6, în grupa 1-8 de play-off, unde se vor juca trei tururi (sferturi de finală (sistemul cel mai bun din 3 meciuri), semifinale (sistemul cel mai bun din 3 meciuri) și finala (sistemul cel mai bun din 5 meciuri)
- Echipele învinse în sferturile de finală nu vor mai juca
- Echipele din grupa 9-12 nu vor mai juca urmând a păstra locul din clasamentul grupei 7-12.

## Echipe participante
Cu excepția celor 10 echipe care în ediția anterioară s-au clasat pe locuri care le-au permis să rămână în Liga Națională, au mai promovat din Liga I, echipele BC Timba Timișoara și CS Politehnica Iași care au încheiat pe primele două locuri turneul de promovare desfășurat la București la începutul lunii iunie 2017.

Echipele care au participat în sezonul competițional 2017-2018 al Ligii Naționale de baschet masculin au fost: 
| - CSM CSU Oradea - BC Mureș Târgu Mureș - Steaua CSM Eximbank București - U-BT Cluj-Napoca - SCMU Craiova - CSU Atlassib Sibiu | - CS Phoenix Galați - CS Dinamo București - BCM U Pitești - BC SCM Timișoara - BC Timba Timișoara - CS Politehnica Iași |

### Sălile de sport
| Echipa                        | Oraș        | Arenă                                    | Capacitate (locuri) |
| ----------------------------- | ----------- | ---------------------------------------- | ------------------- |
| CSM Oradea                    | Oradea      | Arena „Antonio Alexe”                    | 2.200               |
| BC Mureș Târgu Mureș          | Târgu Mureș | Sala Sporturilor Târgu Mureș             | 2.000               |
| Steaua CSM Eximbank București | București   | Sala Regimentul de Gardă “Mihai Viteazu” | 300                 |
| U-BT Cluj-Napoca              | Cluj-Napoca | Sala Polivalentă Cluj Napoca             | 7.277               |
| SCMU Craiova                  | Craiova     | Sala Polivalentă Craiova                 | 4.000               |
| CSU Atlassib Sibiu            | Sibiu       | Sala Transilvania                        | 3.000               |
| CS Phoenix Galați             | Galați      | Sala Sporturilor Galați                  | 1000                |
| CS Dinamo București           | București   | Sala Sporturilor Dinamo                  | 2.500               |
| BCM U Pitești                 | Pitești     | Sala Sporturilor Trivale                 | 1.600               |
| BC SCM Timișoara              | Timișoara   | Sala Sporturilor „Constantin Jude”       | 2.200               |
| CS Politehnica Iași           | Iași        | Sala Sporturilor                         | ??                  |
| BC Timba Timișoara            | Timișoara   | Sala Sporturilor „Constantin Jude”       | 2.200               |

## Clasament sezonul regulat după Faza I
Actualizat la 22 aprilie 2018
| Poz. | Echipa                        | J  | V  | Î  | P  | PM   | PP   | DC   | MPM  | MPP  | Calificare în |
| ---- | ----------------------------- | -- | -- | -- | -- | ---- | ---- | ---- | ---- | ---- | ------------- |
| 1    | CSU Atlassib Sibiu            | 22 | 18 | 4  | 40 | 1945 | 1594 | +351 | 88,4 | 72,5 | Play-off      |
| 2    | U-BT Cluj-Napoca              | 22 | 18 | 4  | 40 | 1905 | 1643 | +262 | 86,6 | 74,7 | Play-off      |
| 3    | BC SCM Timișoara              | 22 | 15 | 7  | 37 | 1958 | 1712 | +246 | 89,0 | 77,8 | Play-off      |
| 4    | CSM CSU Oradea                | 22 | 15 | 7  | 37 | 1970 | 1644 | +326 | 89,5 | 74,7 | Play-off      |
| 5    | Steaua CSM Eximbank București | 22 | 15 | 7  | 37 | 1907 | 1645 | +263 | 86,7 | 74,8 | Play-off      |
| 6    | BCM U Pitești                 | 22 | 13 | 9  | 35 | 1854 | 1709 | +145 | 84,3 | 77,7 | Play-off      |
| 7    | SCMU Craiova                  | 22 | 11 | 11 | 33 | 2027 | 1926 | +101 | 92,1 | 87,5 | Play-out      |
| 8    | CS Phoenix Galați             | 22 | 10 | 12 | 32 | 1792 | 1765 | +27  | 81,5 | 80,2 | Play-out      |
| 9    | BC Timba Timișoara            | 22 | 6  | 16 | 28 | 1711 | 1945 | -234 | 77,8 | 88,4 | Play-out      |
| 10   | BC Mureș Târgu Mureș          | 22 | 6  | 16 | 28 | 1531 | 1954 | -423 | 69,6 | 88,8 | Play-out      |
| 11   | CS Politehnica Iași           | 22 | 4  | 18 | 26 | 1674 | 1903 | -229 | 76,1 | 86,5 | Play-out      |
| 12   | CS Dinamo București           | 22 | 1  | 21 | 23 | 1353 | 2187 | -834 | 61,5 | 99,4 | Play-out      |

Legendă:
J = meciuri jucate;
V = victorii;
Î = înfrângeri;
P = puncte;
PM = puncte marcate;
PP = puncte primite;
DC = diferență coșaveraj;
MPM = media punctelor marcate/meci;
MPP = media punctelor primite/meci

## Rezultate sezonul regulat - Faza I

### Etapa I
| 6 octombrie 2017 18:15 |

| Boxscore |

| U-BT Cluj-Napoca                                | 85–58 | BCM U Pitești                                 |
| Scorul pe sferturi: 19-19, 21-10, 18-19, 27-10  |       |                                               |
| Pt: Šakić 18 Rec: Šakić 9 Pase: trei jucători 3 |       | Pt: Troupe 19 Rec: Nicoară 9 Pase: Kostoski 9 |

| 7 octombrie 2017 19:00 |

| Boxscore |

| SCMU Craiova                                    | 91–74 | CS Politehnica Iași                                 |
| Scorul pe sferturi: 30-17, 21-20, 25-18, 15-19  |       |                                                     |
| Pt: Paasoja 21 Rec: Samuels 10 Pase: Martinić 9 |       | Pt: Keely Jr 19 Rec: Keely Jr 8 Pase: Tsintsadze 11 |

| 7 octombrie 2017 19:30 |

| Boxscore |

| CSM Oradea                                                 | 72–73 | CSU Atlassib Sibiu                           |
| Scorul pe sferturi: 22-19, 15-15, 19-14, 16-25             |       |                                              |
| Pt: Milošević 16 Rec: Milošević 8 Pase: Trotter, Gajović 4 |       | Pt: Capers 24 Rec: Williams 10 Pase: Pratt 9 |

| 8 octombrie 2017 17:00 |

| Boxscore |

| Steaua CSM Eximbank București                      | 97–65 | CS Dinamo București                            |
| Scorul pe sferturi: 28-15, 21-15, 26-13, 22-22     |       |                                                |
| Pt: Boone, Lapornik 17 Rec: Boone 9 Pase: Taylor 6 |       | Pt: Zaharie 16 Rec: Stănescu 5 Pase: Iliescu 5 |

| 6 octombrie 2017 18:15 |

| Boxscore |

| CS Phoenix Galați                                        | 87–81 | BC Mureș Târgu Mureș                          |
| Scorul pe sferturi: 19-19, 22-25, 23-23, 23-14           |       |                                               |
| Pt: Rundles 25 Rec: Pavlović 15 Pase: Miller, Petrișor 4 |       | Pt: Mitchell 29 Rec: Mijović 7 Pase: Person 7 |

| 1 noiembrie 2017 19:30 |

| Boxscore |

| BC SCM Timișoara                                | 101–76 | BC Timba Timișoara                               |
| Scorul pe sferturi: 24-11, 21-15, 30-18, 26-32  |        |                                                  |
| Pt: Jeremić 25 Rec: Burdgess 11 Pase: Tohătan 6 |        | Pt: Pavlović 18 Rec: DeThaey 7 Pase: Jereminov 8 |

### Etapa a II-a
| 13 octombrie 2017 18:00 |

| Boxscore |

| BC Mureș Târgu Mureș                            | 78–75 | SCMU Craiova                                  |
| Scorul pe sferturi: 19-15, 15-20, 19-20, 25-20  |       |                                               |
| Pt: Šakić 18 Rec: Šakić 9 Pase: trei jucători 3 |       | Pt: Troupe 19 Rec: Nicoară 9 Pase: Kostoski 9 |

| 13 octombrie 2017 19:30 |

| Boxscore |

| BC Timba Timișoara                                 | 72–75 | U-BT Cluj-Napoca                               |
| Scorul pe sferturi: 22-13, 16-19, 16-11, 18-32     |       |                                                |
| Pt: Florveus 24 Rec: Florveus 10 Pase: Jereminov 8 |       | Pt: Šakić 19 Rec: Šakić, Barro 8 Pase: Barro 5 |

| 14 octombrie 2017 17:00 |

| Boxscore |

| CSU Atlassib Sibiu                             | 88–74 | Steaua CSM Eximbank București                          |
| Scorul pe sferturi: 17-24, 19-15, 28-14, 24-21 |       |                                                        |
| Pt: Laser 22 Rec: Williams 10 Pase: Pratt 6    |       | Pt: Zeković 21 Rec: Boone, Runkauskas 5 Pase: Taylor 5 |

| 14 octombrie 2017 19:00 |

| Boxscore |

| CS Phoenix Galați                                      | 79–70 | CS Politehnica Iași                                              |
| Scorul pe sferturi: 18-11, 26-19, 14-19, 21-21         |       |                                                                  |
| Pt: Rundles 20 Rec: Gugino, Pavlović 9 Pase: Rundles 9 |       | Pt: Tsintsadze 18 Rec: Bjelić, Keely Jr 7 Pase: Balogun, Jones 4 |

| 15 octombrie 2017 20:00 |

| Boxscore |

| BCM U Pitești                                           | 78–64 | BC SCM Timișoara                       |
| Scorul pe sferturi: 13-13, 20-16, 24-23, 21-12          |       |                                        |
| Pt: Russell 27 Rec: Russell, Nicoară 9 Pase: Kostoski 3 |       | Pt: Diaz 16 Rec: Diaz 7 Pase: Calotă 7 |

| 16 octombrie 2017 13:00 |

| Boxscore |

| CS Dinamo București                            | 62–90 | CSM Oradea                                                     |
| Scorul pe sferturi: 14-19, 19-23, 16-25, 13-23 |       |                                                                |
| Pt: Zaharie 14 Rec: Zaharie 7 Pase: Zaharie 7  |       | Pt: Milošević 30 Rec: Milošević 8 Pase: Stamenković, Pašalić 5 |

### Etapa a III-a
| 21 octombrie 2017 17:00 |

| Boxscore |

| CS Dinamo București                               | 44–103 | U-BT Cluj-Napoca                                    |
| Scorul pe sferturi: 13-23, 11-31, 12-26, 8-23     |        |                                                     |
| Pt: Casale 12 Rec: Casale 5 Pase: trei jucători 2 |        | Pt: Berculescu 16 Rec: Olah 16 Pase: Kariniauskas 7 |

| 21 octombrie 2017 17:15 |

| Boxscore |

| CSM Oradea                                               | 101–67 | CS Politehnica Iași                         |
| Scorul pe sferturi: 25-18, 31-10, 26-12, 19-27           |        |                                             |
| Pt: Milošević 27 Rec: Valeika, Trotter 5 Pase: Pašalić 6 |        | Pt: Liapis 17 Rec: Popovici 5 Pase: Jones 2 |

| 21 octombrie 2017 18:00 |

| Boxscore |

| SCMU Craiova                                     | 103–90 | BC Timba Timișoara                          |
| Scorul pe sferturi: 35-17, 20-29, 24-20, 24-24   |        |                                             |
| Pt: Martinić 30 Rec: Samuels 8 Pase: Martinić 11 |        | Pt: Bamba 15 Rec: Bamba 11 Pase: Pavlović 4 |

| 21 octombrie 2017 19:00 |

| Boxscore |

| CS Phoenix Galați                             | 56–69 | BCM U Pitești                                    |
| Scorul pe sferturi: 13-16, 16-16, 21-19, 6-18 |       |                                                  |
| Pt: Andrei 15 Rec: Pavlović 7 Pase: Miller 4  |       | Pt: Agafonov 19 Rec: Nuutinen 7 Pase: Agafonov 4 |

| 21 octombrie 2017 20:00 |

| Boxscore |

| Steaua CSM Eximbank București                 | 85–80 | BC Mureș Târgu Mureș                         |
| Scorul pe sferturi: 24-16, 32-22, 8-17, 21-15 |       |                                              |
| Pt: Taylor 22 Rec: Zeković 10 Pase: Taylor 7  |       | Pt: Person 13 Rec: Mitchell 8 Pase: Person 4 |

| 23 octombrie 2017 18:00 |

| Boxscore |

| BC SCM Timișoara                                | 92–78 | CSU Atlassib Sibiu                      |
| Scorul pe sferturi: 20-20, 23-18, 20-19, 29-21  |       |                                         |
| Pt: Jeremić 23 Rec: Drăgușin 9 Pase: Komatina 6 |       | Pt: Riley 14 Rec: Laser 9 Pase: Pratt 5 |

### Etapa a IV-a
| 27 octombrie 2017 19:00 |

| Boxscore |

| BC Mureș Târgu Mureș                           | 60–86 | CSM Oradea                                     |
| Scorul pe sferturi: 17-27, 13-22, 16-20, 14-17 |       |                                                |
| Pt: Mitchell 23 Rec: Mijović 8 Pase: Person 7  |       | Pt: Mandache 14 Rec: Gajović 7 Pase: Trotter 5 |

| 28 octombrie 2017 16:00 |

| Boxscore |

| BC Timba Timișoara                             | 62–83 | CS Phoenix Galați                                                 |
| Scorul pe sferturi: 11-30, 10-19, 18-12, 23-22 |       |                                                                   |
| Pt: DeThaey 16 Rec: Popescu 7 Pase: Balmuș 4   |       | Pt: Hadžifejzović 18 Rec: Hadžifejzović, Gugino 8 Pase: Rundles 6 |

| 28 octombrie 2017 17:00 |

| Boxscore |

| CS Dinamo București                           | 57–94 | BC SCM Timișoara                                |
| Scorul pe sferturi: 14-25, 20-22, 8-24, 15-23 |       |                                                 |
| Pt: Zaharie 14 Rec: Mainea 6 Pase: Stănescu 6 |       | Pt: Calotă 22 Rec: trei jucători 6 Pase: Păun 5 |

| 28 octombrie 2017 17:00 |

| Boxscore |

| CSU Atlassib Sibiu                                        | 84–83 | U-BT Cluj-Napoca                                 |
| Scorul pe sferturi: 21-17, 17-21, 19-21, 27-24            |       |                                                  |
| Pt: Laser 30 Rec: Williams 7 Pase: Williams, Kinnard II 3 |       | Pt: trei jucători 15 Rec: Šakić 9 Pase: Watson 4 |

| 28 octombrie 2017 18:00 |

| Boxscore |

| Steaua CSM Eximbank București                  | 84–63 | CS Politehnica Iași                                |
| Scorul pe sferturi: 21-14, 23-18, 23-14, 17-17 |       |                                                    |
| Pt: Zeković 20 Rec: Boone 8 Pase: Taylor 5     |       | Pt: Keely Jr 26 Rec: Keely Jr 5 Pase: Tsintsadze 7 |

| 30 octombrie 2017 19:45 |

| Boxscore |

| BCM U Pitești                                                   | 122–112 (OT) | SCMU Craiova                                     |
| Scorul pe sferturi: 26-23, 25-19, 19-30, 27-25, Overtime: 25-15 |              |                                                  |
| Pt: Troupe 27 Rec: Kostoski, Agafonov 9 Pase: Troupe 8          |              | Pt: Martinić 25 Rec: Samuels 17 Pase: Martinić 7 |

### Etapa a V-a
| 3 noiembrie 2017 18:00 |

| Boxscore |

| BCM U Pitești                                    | 60–78 | CSU Atlassib Sibiu                            |
| Scorul pe sferturi: 11-18, 21-19, 16-15, 31-26   |       |                                               |
| Pt: Agafonov 20 Rec: Nuutinen 8 Pase: Kostoski 5 |       | Pt: Laser 30 Rec: Williams 8 Pase: Williams 5 |

| 4 noiembrie 2017 18:00 |

| Boxscore |

| BC SCM Timișoara                                 | 109–73 | CS Politehnica Iași                               |
| Scorul pe sferturi: 35-17, 25-18, 22-15, 27-23   |        |                                                   |
| Pt: Jeremić, Diaz 18 Rec: Diaz 10 Pase: Calotă 8 |        | Pt: Balogun 29 Rec: Keely Jr 7 Pase: Tsintsadze 6 |

| 4 noiembrie 2017 19:30 |

| Boxscore |

| CS Phoenix Galați                                         | 89–86 | CSM Oradea                                          |
| Scorul pe sferturi: 24-18, 27-21, 27-28, 11-19            |       |                                                     |
| Pt: Hadžifejzović 26 Rec: Hadžifejzović 9 Pase: Rundles 6 |       | Pt: Mandache 24 Rec: Mandache 7 Pase: Stamenković 6 |

| 4 noiembrie 2017 19:45 |

| Boxscore |

| U-BT Cluj-Napoca                                       | 97–68 | BC Mureș Târgu Mureș                                    |
| Scorul pe sferturi: 19-18, 26-22, 22-13, 30-15         |       |                                                         |
| Pt: Barro 19 Rec: Barro 6 Pase: Watson, Kariniauskas 6 |       | Pt: Mladenović 17 Rec: Mitchell 8 Pase: Person, Steff 5 |

| 5 noiembrie 2017 18:30 |

| Boxscore |

| BC Timba Timișoara                                       | 87–71 | CS Dinamo București                                        |
| Scorul pe sferturi: 26-15, 19-17, 17-21, 25-18           |       |                                                            |
| Pt: DeThaey 29 Rec: Lazăr, Florveus 12 Pase: Jereminov 5 |       | Pt: Neagoe 17 Rec: Casale, Vizitiu 7 Pase: trei jucători 3 |

| 5 noiembrie 2017 20:00 |

| Boxscore |

| SCMU Craiova                                                    | 102–99 (OT) | Steaua CSM Eximbank București             |
| Scorul pe sferturi: 24-20, 22-28, 21-23, 20-16, Overtime: 15-12 |             |                                           |
| Pt: Martinić 34 Rec: Orbeanu 8 Pase: Martinić 4                 |             | Pt: Taylor 20 Rec: Boone 8 Pase: Taylor 8 |

### Etapa a VI-a
| 10 noiembrie 2017 17:00 |

| Boxscore |

| Steaua CSM Eximbank București                       | 92–66 | CS Phoenix Galați                                          |
| Scorul pe sferturi: 31-15, 19-9, 17-25, 25-17       |       |                                                            |
| Pt: Zeković 19 Rec: Taylor, Boone 7 Pase: Taylor 11 |       | Pt: Gugino 15 Rec: Hadžifejzović 7 Pase: Rundles, Gugino 3 |

| 10 noiembrie 2017 19:00 |

| Boxscore |

| BC Mureș Târgu Mureș                           | 81–75 | BC SCM Timișoara                                         |
| Scorul pe sferturi: 24-24, 24-12, 13-25, 20-14 |       |                                                          |
| Pt: Pita 27 Rec: Mijović 9 Pase: Person 6      |       | Pt: Komatina 18 Rec: Jeremić, Drăgușin 7 Pase: Jeremić 4 |

| 10 noiembrie 2017 19:00 |

| Boxscore |

| CSU Atlassib Sibiu                             | 98–70 | BC Timba Timișoara                                       |
| Scorul pe sferturi: 21-17, 22-19, 29-14, 26-20 |       |                                                          |
| Pt: Laser 18 Rec: Williams 10 Pase: Dragoste 4 |       | Pt: DeThaey 20 Rec: Florveus 7 Pase: Balmuș, Sonenfeld 1 |

| 11 noiembrie 2017 18:00 |

| Boxscore |

| U-BT Cluj-Napoca                              | 89–60 | CS Politehnica Iași                               |
| Scorul pe sferturi: 27-21, 18-9, 13-20, 31-10 |       |                                                   |
| Pt: Torok 22 Rec: Šakić 8 Pase: Gray, Šakić 5 |       | Pt: Balogun 18 Rec: Roberts 12 Pase: Tsintsadze 3 |

| 11 noiembrie 2017 20:45 |

| Boxscore |

| CSM Oradea                                           | 99–74 | SCMU Craiova                                                |
| Scorul pe sferturi: 20-13, 32-14, 25-16, 22-31       |       |                                                             |
| Pt: Milošević 22 Rec: Milošević 10 Pase: Jereminov 5 |       | Pt: Martinić, Samuels 19 Rec: Samuels 11 Pase: Siriščević 5 |

| 13 noiembrie 2017 20:00 |

| Boxscore |

| CS Dinamo București                             | 58–89 | BCM U Pitești                                  |
| Scorul pe sferturi: 22-22, 14-18, 10-26, 12-23  |       |                                                |
| Pt: Mainea 17 Rec: Bîrloveanu 7 Pase: Zaharie 3 |       | Pt: Russell 23 Rec: Agafonov 10 Pase: Troupe 9 |

### Etapa a VII-a
| 1 decembrie 2017 17:15 |

| Boxscore |

| BC SCM Timișoara                                        | 86–83 | Steaua CSM Eximbank București                       |
| Scorul pe sferturi: 24-20, 26-18, 20-20, 16-25          |       |                                                     |
| Pt: Diaz 22 Rec: Drăgușin 9 Pase: Jeremić, Mijajlović 5 |       | Pt: Taylor 24 Rec: patru jucători 4 Pase: Marinov 4 |

| 2 decembrie 2017 18:00 |

| Boxscore |

| SCMU Craiova                                          | 110–84 | CS Dinamo București                               |
| Scorul pe sferturi: 26-20, 34-20, 26-26, 24-18        |        |                                                   |
| Pt: Aleksandrov 30 Rec: Aleksandrov 11 Pase: Novak 13 |        | Pt: Casale 24 Rec: Casale 9 Pase: trei jucători 3 |

| 2 decembrie 2017 18:00 |

| Boxscore |

| BCM U Pitești                                   | 78–68 | CS Politehnica Iași                               |
| Scorul pe sferturi: 23-17, 19-15, 16-19, 20-17  |       |                                                   |
| Pt: Agafonov 22 Rec: Agafonov 9 Pase: Russell 9 |       | Pt: Lipkins II 15 Rec: Roberts 12 Pase: Balogun 5 |

| 2 decembrie 2017 20:00 |

| Boxscore |

| U-BT Cluj-Napoca                               | 83–82 | CSM Oradea                                         |
| Scorul pe sferturi: 27-25, 25-17, 18-14, 13-26 |       |                                                    |
| Pt: Watson 22 Rec: Šakić 8 Pase: Watson 7      |       | Pt: Milošević 18 Rec: Milošević 12 Pase: Pašalić 4 |

| 2 decembrie 2017 18:00 |

| Boxscore |

| CS Phoenix Galați                              | 67–62 | CSU Atlassib Sibiu                          |
| Scorul pe sferturi: 20-14, 12-17, 22-11, 13-20 |       |                                             |
| Pt: Rundles 20 Rec: Gugino 17 Pase: Rundles 8  |       | Pt: Laser 29 Rec: Williams 13 Pase: Laser 4 |

| 31 ianuarie 2018 16:00 |

| Boxscore |

| BC Timba Timișoara                             | 92–63 | BC Mureș Târgu Mureș                           |
| Scorul pe sferturi: 21-17, 29-19, 21-12, 21-15 |       |                                                |
| Pt: Kovačević 20 Rec: Naylor 10 Pase: Reljić 8 |       | Pt: Rosenfeld 15 Rec: Borșa 23 Pase: Stăncuț 6 |

### Etapa a VIII-a
| 8 decembrie 2017 18:30 |

| Boxscore |

| CSU Atlassib Sibiu                             | 108–90 | SCMU Craiova                                             |
| Scorul pe sferturi: 35-24, 19-22, 24-25, 30-19 |        |                                                          |
| Pt: Pratt 23 Rec: Pratt 9 Pase: Pratt 6        |        | Pt: Martinić 23 Rec: Aleksandrov 7 Pase: trei jucători 3 |

| 9 decembrie 2017 19:00 |

| Boxscore |

| CS Politehnica Iași                            | 86–87 | BC Timba Timișoara                                                   |
| Scorul pe sferturi: 27-24, 18-15, 23-30, 18-18 |       |                                                                      |
| Pt: Balogun 24 Rec: Jackson 9 Pase: Jackson 4  |       | Pt: Florveus 25 Rec: Florveus, Kovačević 8 Pase: Naylor, Kovačević 2 |

| 9 decembrie 2017 19:30 |

| Boxscore |

| BC Mureș Târgu Mureș                           | 84–74 | BCM U Pitești                                    |
| Scorul pe sferturi: 13-18, 21-15, 22-20, 28-21 |       |                                                  |
| Pt: Person 20 Rec: Sánta 11 Pase: Person 6     |       | Pt: Kostoski 20 Rec: Nicoară 10 Pase: Kostoski 9 |

| 9 decembrie 2017 20:00 |

| Boxscore |

| CS Dinamo București                                             | 61–102 | CS Phoenix Galați                           |
| Scorul pe sferturi: 15-30, 13-28, 18-26, 15-18                  |        |                                             |
| Pt: Zaharie 16 Rec: Bîrloveanu, Zaharie 6 Pase: trei jucători 2 |        | Pt: Gugino 23 Rec: Gugino 11 Pase: Andrei 6 |

| 9 decembrie 2017 20:00 |

| Boxscore |

| Steaua CSM Eximbank București                         | 89–75 | U-BT Cluj-Napoca                        |
| Scorul pe sferturi: 23-24, 22-16, 20-17, 24-18        |       |                                         |
| Pt: Zeković 27 Rec: Marinov, Zeković 6 Pase: Taylor 9 |       | Pt: Kromah 18 Rec: Šakić 7 Pase: Kuti 5 |

| 11 decembrie 2018 18:00 |

| Boxscore |

| CSM Oradea                                     | 81–87 | BC SCM Timișoara                                      |
| Scorul pe sferturi: 21-18, 21-29, 18-21, 21-19 |       |                                                       |
| Pt: Trotter 19 Rec: Pašalić 5 Pase: Pašalić 6  |       | Pt: Jeremić 30 Rec: Calotă, Diaz 7 Pase: Mijajlović 6 |

### Etapa a IX-a
| 15 decembrie 2017 17:45 |

| Boxscore |

| SCMU Craiova                                   | 94–105 | U-BT Cluj-Napoca                         |
| Scorul pe sferturi: 31-28, 19-27, 18-27, 26-23 |        |                                          |
| Pt: Samuels 26 Rec: Samuels 9 Pase: Martinić 7 |        | Pt: Šakić 29 Rec: Šakić 10 Pase: Šakić 6 |

| 15 decembrie 2017 19:00 |

| Boxscore |

| CSU Atlassib Sibiu                                              | 91–59 | BC Mureș Târgu Mureș                                |
| Scorul pe sferturi: 31-19, 20-11, 27-14, 13-15                  |       |                                                     |
| Pt: Paliciuc 21 Rec: patru jucători 4 Pase: Laser, Kinnard II 5 |       | Pt: Sánta, Stăncuț 16 Rec: Borșa 11 Pase: Stăncuț 8 |

| 16 decembrie 2017 19:00 |

| Boxscore |

| CS Phoenix Galați                                   | 73–83 | BC SCM Timișoara                                        |
| Scorul pe sferturi: 26-28, 8-18, 16-23, 23-14       |       |                                                         |
| Pt: Rundles, Kalve 19 Rec: Gugino 8 Pase: Rundles 4 |       | Pt: Jeremić 18 Rec: Jeremić 7 Pase: Jeremić, Burdgess 4 |

| 16 decembrie 2017 19:30 |

| Boxscore |

| BC Timba Timișoara                              | 62–84 | Steaua CSM Eximbank București                |
| Scorul pe sferturi: 23-24, 22-16, 20-17, 24-18  |       |                                              |
| Pt: Naylor 17 Rec: Florveus 11 Pase: Medgyesy 5 |       | Pt: Zeković 20 Rec: Taylor 9 Pase: Marinov 7 |

| 17 decembrie 2017 20:00 |

| Boxscore |

| BCM U Pitești                                  | 65–73 | CSM Oradea                                                   |
| Scorul pe sferturi: 15-23, 14-15, 20-20, 16-15 |       |                                                              |
| Pt: Troupe 15 Rec: Nicoară 8 Pase: Troupe 5    |       | Pt: Milošević, Milošević 16 Rec: Milošević 8 Pase: Pašalić 4 |

| 18 decembrie 2017 20:00 |

| Boxscore |

| CS Dinamo București                                      | 66–84 | CS Politehnica Iași                              |
| Scorul pe sferturi: 17-17, 16-23, 22-20, 11-24           |       |                                                  |
| Pt: Zaharie 21 Rec: Cioacătă, Zaharie 6 Pase: Stănescu 6 |       | Pt: Balogun 26 Rec: Keely Jr 13 Pase: Keely Jr 5 |

### Etapa a X-a
| 20 decembrie 2017 19:00 |

| Boxscore |

| CSU Atlassib Sibiu                            | 87–66 | CS Politehnica Iași                              |
| Scorul pe sferturi: 27-20, 19-22, 20-8, 21-16 |       |                                                  |
| Pt: Laser 18 Rec: Kinnard II 13 Pase: Pratt 7 |       | Pt: Balogun 22 Rec: Solopa 10 Pase: Lipkins II 3 |

| 20 decembrie 2017 19:00 |

| Boxscore |

| BC Mureș Târgu Mureș                            | 87–48 | CS Dinamo București                                   |
| Scorul pe sferturi: 30-7, 23-16, 21-9, 13-16    |       |                                                       |
| Pt: Pita 19 Rec: Sánta 13 Pase: Person, Borșa 4 |       | Pt: Neagoe, Iliescu 10 Rec: Cioacătă 6 Pase: Mainea 5 |

| 21 decembrie 2017 19:30 |

| Boxscore |

| BC SCM Timișoara                                               | 107–95 | SCMU Craiova                                                 |
| Scorul pe sferturi: 25-32, 29-20, 25-20, 28-23                 |        |                                                              |
| Pt: Komatina, Calotă 23 Rec: Komatina, Calotă 7 Pase: Calotă 8 |        | Pt: Martinić 23 Rec: Samuels, Aleksandrov 6 Pase: Martinić 6 |

| 22 decembrie 2017 17:15 |

| Boxscore |

| U-BT Cluj-Napoca                               | 91–75 | CS Phoenix Galați                          |
| Scorul pe sferturi: 23-17, 20-20, 30-13, 18-25 |       |                                            |
| Pt: Barro 18 Rec: Barro 12 Pase: Šakić 8       |       | Pt: Gugino 18 Rec: Gugino 9 Pase: Miller 4 |

| 23 decembrie 2017 19:00 |

| Boxscore |

| CSM Oradea                                                | 100–76 | BC Timba Timișoara                                    |
| Scorul pe sferturi: 23-16, 31-15, 27-19, 19-26            |        |                                                       |
| Pt: Gajović 15 Rec: Milošević 8 Pase: Mandache, Trotter 6 |        | Pt: Naylor 24 Rec: Naylor, Florveus 9 Pase: Rotariu 3 |

| 18 decembrie 2017 20:00 |

| Boxscore |

| Steaua CSM Eximbank București                  | 96–71 | BCM U Pitești                                        |
| Scorul pe sferturi: 24-14, 27-28, 25-15, 20-14 |       |                                                      |
| Pt: Taylor 24 Rec: Baciu 8 Pase: Taylor 8      |       | Pt: Kostoski 15 Rec: Nicoară 6 Pase: trei jucători 4 |

### Etapa a XI-a
| 22 decembrie 2017 19:00 |

| Boxscore |

| CSU Atlassib Sibiu                               | 111–65 | CS Dinamo București                                          |
| Scorul pe sferturi: 20-17, 34-14, 32-15, 25-19   |        |                                                              |
| Pt: Paliciuc 34 Rec: Paliciuc 9 Pase: Paliciuc 6 |        | Pt: Casale, Mainea 13 Rec: Casale 7 Pase: Stănescu, Neagoe 2 |

| 27 decembrie 2017 18:00 |

| Boxscore |

| BC SCM Timișoara                                 | 70–81 | U-BT Cluj-Napoca                          |
| Scorul pe sferturi: 20-27, 11-14, 22-18, 17-22   |       |                                           |
| Pt: Komatina 23 Rec: Komatina 6 Pase: Komatina 5 |       | Pt: Kromah 21 Rec: Barro 7 Pase: Watson 6 |

| 28 decembrie 2017 18:00 |

| Boxscore |

| CSM Oradea                                     | 89–81 | Steaua CSM Eximbank București               |
| Scorul pe sferturi: 21-15, 20-22, 23-24, 25-20 |       |                                             |
| Pt: Pašalić 23 Rec: Gajović 5 Pase: Pašalić 6  |       | Pt: Taylor 22 Rec: Zeković 7 Pase: Taylor 6 |

| 28 decembrie 2017 18:00 |

| Boxscore |

| BC Timba Timișoara                                    | 77–82 | BCM U Pitești                                            |
| Scorul pe sferturi: 23-10, 14-26, 22-26, 18-20        |       |                                                          |
| Pt: Reljić 24 Rec: Naylor 12 Pase: Medgyesy, Reljić 5 |       | Pt: Kostoski 28 Rec: Nicoară 11 Pase: Troupe, Kostoski 5 |

| 10 ianuarie 2018 19:30 |

| Boxscore |

| SCMU Craiova                                               | 93–84 | CS Phoenix Galați                        |
| Scorul pe sferturi: 28-22, 14-25, 28-18, 23-19             |       |                                          |
| Pt: Martinić 22 Rec: Martinić, Samuels 7 Pase: Martinić 13 |       | Pt: Gugino 24 Rec: Kalve 9 Pase: Kalve 6 |

| 10 februarie 2018 18:00 |

| Boxscore |

| BC Mureș Târgu Mureș                           | 84–78 | CS Politehnica Iași                          |
| Scorul pe sferturi: 19-14, 19-26, 26-21, 20-17 |       |                                              |
| Pt: Pita 29 Rec: Santa 16 Pase: Pita 6         |       | Pt: Bojić 26 Rec: Bojić 8 Pase: Cvetanović 6 |

### Etapa a XII-a
| 4 ianuarie 2018 18:00 |

| Boxscore |

| BC Timba Timișoara                             | 83–98 | BC SCM Timișoara                                |
| Scorul pe sferturi: 27-20, 17-25, 19-24, 20-29 |       |                                                 |
| Pt: Naylor 21 Rec: Lazăr 14 Pase: Reljić 5     |       | Pt: Burdgess 22 Rec: Burdgess 10 Pase: Calotă 9 |

| 4 ianuarie 2018 18:00 |

| Boxscore |

| CSU Atlassib Sibiu                                     | 83–76 | CSM Oradea                                               |
| Scorul pe sferturi: 25-14, 18-20, 19-24, 21-18         |       |                                                          |
| Pt: Pratt 22 Rec: Williams, Kinnard II 8 Pase: Pratt 5 |       | Pt: Richard 17 Rec: Trotter, Milošević 6 Pase: Pašalić 6 |

| 4 ianuarie 2017 19:00 |

| Boxscore |

| BC Mureș Târgu Mureș                           | 85–78 | CS Phoenix Galați                         |
| Scorul pe sferturi: 26-17, 26-19, 10-18, 23-24 |       |                                           |
| Pt: Pita 32 Rec: Borșa 8 Pase: Person 7        |       | Pt: Miller 24 Rec: Gugino 9 Pase: Kalve 6 |

| 4 ianuarie 2018 20:00 |

| Boxscore |

| BCM U Pitești                                             | 81–82 | U-BT Cluj-Napoca                              |
| Scorul pe sferturi: 30-20, 21-20, 9-24, 21-18             |       |                                               |
| Pt: Agafonov 20 Rec: Nicoară, Agafonov 7 Pase: Kostoski 6 |       | Pt: Šakić 24 Rec: Drungilas 10 Pase: Watson 8 |

| 5 ianuarie 2018 18:00 |

| Boxscore |

| CS Dinamo București                                        | 66–119 | Steaua CSM Eximbank București                                |
| Scorul pe sferturi: 25-28, 9-27, 15-31, 17-33              |        |                                                              |
| Pt: Zaharie 22 Rec: Bîrloveanu 5 Pase: Stănescu, Zaharie 3 |        | Pt: Zeković 20 Rec: trei jucători 6 Pase: Taylor, Darwiche 9 |

| 21 martie 2018 18:00 |

| Boxscore |

| CS Politehnica Iași                              | 86–95 | SCMU Craiova                                              |
| Scorul pe sferturi: 20-35, 24-20, 22-19, 20-21   |       |                                                           |
| Pt: Bojić 27 Rec: Bojić 10 Pase: Popa, Jackson 6 |       | Pt: Siriščević 26 Rec: Aleksandrov 13 Pase: Aleksandrov 9 |

### Etapa a XIII-a
| 30 decembrie 2017 18:00 |

| Boxscore |

| U-BT Cluj-Napoca                               | 97–80 | BC Timba Timișoara                                              |
| Scorul pe sferturi: 21-18, 29-22, 23-12, 24-28 |       |                                                                 |
| Pt: Kuti 15 Rec: Drungilas 8 Pase: Mureșan 8   |       | Pt: Kovačević, Lazăr 26 Rec: Lazăr 17 Pase: Balmus, Kovačević 3 |

| 7 ianuarie 2018 18:00 |

| Boxscore |

| BC SCM Timișoara                                  | 74–81 | BCM U Pitești                                    |
| Scorul pe sferturi: 18-18, 15-20, 13-16, 28-27    |       |                                                  |
| Pt: Jeremić, Calotă 17 Rec: Diaz 8 Pase: Calotă 5 |       | Pt: Agafonov 29 Rec: Nicoară 13 Pase: Kostoski 9 |

| 7 ianuarie 2018 19:00 |

| Boxscore |

| SCMU Craiova                                                  | 84–69 | BC Mureș Târgu Mureș                   |
| Scorul pe sferturi: 20-25, 18-11, 22-17, 24-16                |       |                                        |
| Pt: Martinić 22 Rec: Samuels, Siriscevic 10 Pase: Martinić 11 |       | Pt: Pita 19 Rec: Sánta 11 Pase: Pita 4 |

| 8 ianuarie 2018 18:00 |

| Boxscore |

| CSM Oradea                                        | 104–65 | CS Dinamo București                                             |
| Scorul pe sferturi: 32-14, 32-14, 26-16, 14-21    |        |                                                                 |
| Pt: Nicolescu 18 Rec: Milošević 7 Pase: Pašalić 5 |        | Pt: Neagoe 16 Rec: Stănescu, Casale 5 Pase: Zaharie, Stănescu 3 |

| 8 ianuarie 2018 20:00 |

| Boxscore |

| Steaua CSM Eximbank București                      | 78–68 | CSU Atlassib Sibiu                         |
| Scorul pe sferturi: 16-21, 27-13, 19-11, 16-23     |       |                                            |
| Pt: Baciu 18 Rec: Boone, Lapornik 7 Pase: Taylor 8 |       | Pt: Laser 32 Rec: Williams 6 Pase: Pratt 8 |

| 18 februarie 2018 19:00 |

| Boxscore |

| CS Politehnica Iași                                  | 99–91 | CS Phoenix Galați                                           |
| Scorul pe sferturi: 26-24, 24-21, 22-27, 27-19       |       |                                                             |
| Pt: Jackson 25 Rec: Taylor, Bojić 10 Pase: Taylor 12 |       | Pt: Gugino 20 Rec: Gugino, Kalve 5 Pase: Andrei, Petrișor 2 |

### Etapa a XIV-a
| 12 ianuarie 2018 19:00 |

| Boxscore |

| U-BT Cluj-Napoca                                                 | 88–62 | CS Dinamo București                                  |
| Scorul pe sferturi: 29-19, 24-14, 19-13, 16-16                   |       |                                                      |
| Pt: Drungilas 18 Rec: Calnicenco, Drungilas 9 Pase: Calnicenco 6 |       | Pt: Casale 21 Rec: Neagoe, Casale 7 Pase: Stănescu 6 |

| 13 ianuarie 2018 18:00 |

| Boxscore |

| CS Politehnica Iași                            | 56–113 | CSM Oradea                                                |
| Scorul pe sferturi: 11-35, 15-23, 16-28, 14-27 |        |                                                           |
| Pt: Balogun 18 Rec: Calenic 6 Pase: Popa 5     |        | Pt: Mandache 17 Rec: Valeika, Milošević 8 Pase: Pašalić 7 |

| 13 ianuarie 2018 18:00 |

| Boxscore |

| BC Timba Timișoara                             | 74–101 | SCMU Craiova                                                 |
| Scorul pe sferturi: 18-32, 15-27, 15-24, 26-18 |        |                                                              |
| Pt: Reljić 33 Rec: Lazăr 10 Pase: Naylor 4     |        | Pt: Samuels 20 Rec: Aleksandrov 10 Pase: Siriščević, Virna 5 |

| 13 ianuarie 2018 19:15 |

| Boxscore |

| CSU Atlassib Sibiu                             | 81–73 | BC SCM Timișoara                               |
| Scorul pe sferturi: 16-13, 16-17, 25-18, 24-25 |       |                                                |
| Pt: Laser 18 Rec: Pratt 12 Pase: Pratt 10      |       | Pt: Calotă 21 Rec: Drăgușin 10 Pase: Jeremić 3 |

| 15 ianuarie 2018 18:00 |

| Boxscore |

| BC Mureș Târgu Mureș                            | 55–80 | Steaua CSM Eximbank București                           |
| Scorul pe sferturi: 14-23, 16-21, 6-17, 19-19   |       |                                                         |
| Pt: Pita 17 Rec: Sánta 13 Pase: trei jucători 3 |       | Pt: Zeković 26 Rec: Zeković 8 Pase: Marinov, Lapornik 5 |

### Etapa a XV-a
| 19 ianuarie 2018 17:45 |

| Boxscore |

| CSM Oradea                                                 | 108–55 | BC Mureș Târgu Mureș                     |
| Scorul pe sferturi: 34-18, 23-14, 26-9, 25-14              |        |                                          |
| Pt: Nicolescu 21 Rec: Nicolescu 8 Pase: Richard, Pasalic 4 |        | Pt: Sánta 16 Rec: Sánta 9 Pase: Kilyen 5 |

| 20 ianuarie 2018 17:15 |

| Boxscore |

| U-BT Cluj-Napoca                               | 70–86 | CSU Atlassib Sibiu                                            |
| Scorul pe sferturi: 19-17, 19-16, 11-32, 21-21 |       |                                                               |
| Pt: Lapornik 22 Rec: Šakić 9 Pase: Kuti 9      |       | Pt: Kinnard II 28 Rec: Kinnard II 9 Pase: Kinnard II, Pratt 6 |

| 20 ianuarie 2018 19:00 |

| Boxscore |

| CS Phoenix Galați                                              | 96–67 | BC Timba Timișoara                           |
| Scorul pe sferturi: 27-15, 20-17, 22-11, 27-24                 |       |                                              |
| Pt: Gugino 21 Rec: Pavlović, Gugino 12 Pase: Gugino, Threatt 5 |       | Pt: Naylor 14 Rec: Naylor 7 Pase: Medgyesy 4 |

| 20 ianuarie 2018 19:30 |

| Boxscore |

| BC SCM Timișoara                               | 104–53 | CS Dinamo București                          |
| Scorul pe sferturi: 33-10, 23-16, 23-10, 25-17 |        |                                              |
| Pt: Tohătan 26 Rec: Drăgușin 13 Pase: Calotă 7 |        | Pt: Casale 24 Rec: Cioacătă 6 Pase: Casale 3 |

| 21 ianuarie 2018 17:00 |

| Boxscore |

| CS Politehnica Iași                               | 69–94 | Steaua CSM Eximbank București                        |
| Scorul pe sferturi: 16-26, 20-15, 14-23, 19-30    |       |                                                      |
| Pt: Balogun 15 Rec: Cvetanović 10 Pase: Balogun 5 |       | Pt: Marinov 24 Rec: Baciu, Zeković 7 Pase: Marinov 6 |

| 22 ianuarie 2018 17:45 |

| Boxscore |

| SCMU Craiova                                                              | 94–79 | BCM U Pitești                                  |
| Scorul pe sferturi: 25-20, 27-15, 24-23, 18-21                            |       |                                                |
| Pt: Martinić, Aleksandrov 21 Rec: Samuels, Aleksandrov 9 Pase: Martinić 9 |       | Pt: Agafonov 22 Rec: Nicoară 11 Pase: Troupe 5 |

### Etapa a XVI-a
| 25 ianuarie 2018 19:15 |

| Boxscore |

| CSM Oradea                                     | 86–71 | CS Phoenix Galați                            |
| Scorul pe sferturi: 23-14, 23-18, 19-26, 21-13 |       |                                              |
| Pt: Gajović 17 Rec: Mandache 7 Pase: Pašalić 8 |       | Pt: Miller 15 Rec: Gugino 12 Pase: Threatt 5 |

| 27 ianuarie 2018 17:00 |

| Boxscore |

| BC Mureș Târgu Mureș                              | 62–101 | U-BT Cluj-Napoca                                   |
| Scorul pe sferturi: 23-26, 11-26, 13-31, 15-18    |        |                                                    |
| Pt: Steff 33 Rec: Gîrbea 11 Pase: Gîrbea, Steff 4 |        | Pt: Lapornik 20 Rec: Berculescu 8 Pase: Mureșan 10 |

| 27 ianuarie 2018 17:00 |

| Boxscore |

| CS Dinamo București                            | 70–108 | BC Timba Timișoara                        |
| Scorul pe sferturi: 24-34, 10-27, 17-24, 19-23 |        |                                           |
| Pt: Casale 19 Rec: Cioacătă 4 Pase: Mainea 5   |        | Pt: Lazăr 24 Rec: Lazăr 12 Pase: Reljić 8 |

| 27 ianuarie 2018 17:45 |

| Boxscore |

| CSU Atlassib Sibiu                                 | 79–71 | BCM U Pitești                                  |
| Scorul pe sferturi: 19-18, 20-27, 20-7, 20-19      |       |                                                |
| Pt: Laser 20 Rec: Pratt, Williams 10 Pase: Laser 7 |       | Pt: Troupe 17 Rec: Nicoară 11 Pase: Nuutinen 3 |

| 28 ianuarie 2018 14:15 |

| Boxscore |

| Steaua CSM Eximbank București                  | 90–79 | SCMU Craiova                                                  |
| Scorul pe sferturi: 29-20, 22-17, 23-16, 16-26 |       |                                                               |
| Pt: Zeković 22 Rec: Zeković 9 Pase: Taylor 9   |       | Pt: Siriščević 14 Rec: Siriščević 6 Pase: Martinić, Paasoja 3 |

| 22 februarie 2018 19:00 |

| Boxscore |

| CS Politehnica Iași                            | 77–100 | BC SCM Timișoara                                     |
| Scorul pe sferturi: 18-27, 19-24, 13-33, 27-16 |        |                                                      |
| Pt: Taylor 18 Rec: Cvetanović 9 Pase: Taylor 6 |        | Pt: Diaz 18 Rec: Diaz, Burdgess 6 Pase: Mijajlović 7 |

### Etapa a XVII-a
| 31 ianuarie 2018 18:15 |

| Boxscore |

| SCMU Craiova                                                   | 88–90 | CSM Oradea                                         |
| Scorul pe sferturi: 25-25, 21-32, 19-19, 23-14                 |       |                                                    |
| Pt: Siriščević 18 Rec: Samuels, Siriščević 8 Pase: Martinić 10 |       | Pt: Richard 18 Rec: Țîbîrna 8 Pase: Kariniauskas 6 |

| 2 februarie 2018 19:30 |

| Boxscore |

| BC SCM Timișoara                              | 112–72 | BC Mureș Târgu Mureș                         |
| Scorul pe sferturi: 35-9, 31-20, 27-18, 19-25 |        |                                              |
| Pt: Păun, Diaz 18 Rec: Păun 8 Pase: Calotă 6  |        | Pt: Rosenfeld 23 Rec: Gîrbea 6 Pase: Steff 6 |

| 3 februarie 2018 17:00 |

| Boxscore |

| CS Politehnica Iași                            | 72–76 | U-BT Cluj-Napoca                         |
| Scorul pe sferturi: 19-26, 20-19, 14-16, 19-15 |       |                                          |
| Pt: Popa 22 Rec: Jackson 9 Pase: Popa 6        |       | Pt: Watson 14 Rec: Barro 8 Pase: Šakić 6 |

| 3 februarie 2018 19:00 |

| Boxscore |

| CS Phoenix Galați                              | 93–85 | Steaua CSM Eximbank București              |
| Scorul pe sferturi: 22-25, 24-18, 20-20, 27-22 |       |                                            |
| Pt: Miller 18 Rec: Threatt 12 Pase: Threatt 11 |       | Pt: Zeković 26 Rec: Baciu 8 Pase: Taylor 4 |

| 3 februarie 2018 20:00 |

| Boxscore |

| BC Timba Timișoara                             | 86–111 | CSU Atlassib Sibiu                                             |
| Scorul pe sferturi: 25-35, 20-21, 22-29, 19-26 |        |                                                                |
| Pt: Lazăr 25 Rec: Pierce 11 Pase: Dumić 6      |        | Pt: Laser 18 Rec: trei jucători 6 Pase: Paliciuc, Kinnard II 5 |

| 4 februarie 2018 20:00 |

| Boxscore |

| BCM U Pitești                                  | 115–65 | CS Dinamo București                            |
| Scorul pe sferturi: 31-14, 28-23, 31-17, 25-11 |        |                                                |
| Pt: Troupe 23 Rec: Lazar 10 Pase: Corpodean 4  |        | Pt: Casale 14 Rec: Cioacătă 8 Pase: Iliescu 10 |

### Etapa a XVIII-a
| 2 martie 2018 19:00 |

| Boxscore |

| CSM Oradea                                          | 90–83 | U-BT Cluj-Napoca                            |
| Scorul pe sferturi: 21-20, 30-22, 14-20, 25-21      |       |                                             |
| Pt: Mandache 27 Rec: Richard 7 Pase: Kariniauskas 4 |       | Pt: Lapornik 22 Rec: Šakić 15 Pase: Šakić 4 |

| 3 martie 2018 16:00 |

| Boxscore |

| CS Dinamo București                              | 65–117 | SCMU Craiova                                |
| Scorul pe sferturi: 14-28, 16-27, 11-33, 13-29   |        |                                             |
| Pt: Stănescu 19 Rec: Stănescu 5 Pase: Stănescu 4 |        | Pt: Siriščević 26 Rec: Reed 11 Pase: Reed 8 |

| 3 martie 2018 18:00 |

| Boxscore |

| CSU Atlassib Sibiu                             | 93–85 | CS Phoenix Galați                            |
| Scorul pe sferturi: 18-25, 24-15, 18-22, 33-23 |       |                                              |
| Pt: Williams 20 Rec: Williams 10 Pase: Pratt 5 |       | Pt: Miller 25 Rec: Gugino 9 Pase: Petrișor 4 |

| 3 martie 2018 19:00 |

| Boxscore |

| CS Politehnica Iași                            | 88–95 | BCM U Pitești                                |
| Scorul pe sferturi: 21-23, 30-26, 19-27, 18-19 |       |                                              |
| Pt: Bojić 23 Rec: Jackson 10 Pase: Taylor 9    |       | Pt: Troupe 23 Rec: Nicoară 10 Pase: Troupe 8 |

| 4 martie 2018 19:45 |

| Boxscore |

| Steaua CSM Eximbank București                  | 89–94 | BC SCM Timișoara                                 |
| Scorul pe sferturi: 34-19, 19-16, 17-24, 19-35 |       |                                                  |
| Pt: Zeković 18 Rec: Baciu 8 Pase: Taylor 6     |       | Pt: Jeremić 29 Rec: Diaz 7 Pase: trei jucători 4 |

| 21 martie 2018 19:00 |

| Boxscore |

| BC Mureș Târgu Mureș                           | 74–84 | BC Timba Timișoara                                    |
| Scorul pe sferturi: 25-25, 16-28, 16-15, 17-16 |       |                                                       |
| Pt: Rosenfeld 23 Rec: Gîrbea 14 Pase: Steff 5  |       | Pt: Kovačević, Pierce 21 Rec: Pierce 12 Pase: Dumić 8 |

### Etapa a XIX-a
| 7 martie 2018 17:00 |

| Boxscore |

| BC Timba Timișoara                             | 90–83 | CS Politehnica Iași                         |
| Scorul pe sferturi: 24-13, 23-18, 13-18, 23-28 |       |                                             |
| Pt: Kandić 28 Rec: Kandić 8 Pase: Dumić 9      |       | Pt: Taylor 25 Rec: Bojić 15 Pase: Taylor 10 |

| 7 martie 2018 19:00 |

| Boxscore |

| SCMU Craiova                                              | 72–79 | CSU Atlassib Sibiu                       |
| Scorul pe sferturi: 19-22, 21-20, 17-18, 15-19            |       |                                          |
| Pt: Aleksandrov 19 Rec: Aleksandrov 11 Pase: Siriščević 6 |       | Pt: Pratt 14 Rec: Pratt 11 Pase: Laser 4 |

| 7 martie 2018 19:30 |

| Boxscore |

| CS Phoenix Galați                               | 110–46 | CS Dinamo București                            |
| Scorul pe sferturi: 28-13, 35-14, 30-13, 17-6   |        |                                                |
| Pt: Pavlović 18 Rec: Pavlović 7 Pase: Threatt 9 |        | Pt: Troupe 16 Rec: Cioacătă 5 Pase: Stănescu 4 |

| 8 martie 2018 17:45 |

| Boxscore |

| BC SCM Timișoara                                     | 86–74 | CSM Oradea                                                      |
| Scorul pe sferturi: 25-21, 25-17, 14-22, 22-14       |       |                                                                 |
| Pt: Jeremić 17 Rec: Komatina 7 Pase: trei jucători 4 |       | Pt: Richard 25 Rec: Richard, Gajovic 6 Pase: Richard, Gajovic 4 |

| 20 martie 2018 18:00 |

| Boxscore |

| U-BT Cluj-Napoca                               | 84–68 | Steaua CSM Eximbank București                       |
| Scorul pe sferturi: 23-21, 19-14, 23-19, 19-14 |       |                                                     |
| Pt: Kuti 16 Rec: Barro 9 Pase: trei jucători 5 |       | Pt: Flowers 15 Rec: trei jucători 6 Pase: Marinov 7 |

### Etapa a XX-a
| 10 martie 2018 17:00 |

| Boxscore |

| Steaua CSM Eximbank București                      | 75–43 | BC Timba Timișoara                                   |
| Scorul pe sferturi: 25-6, 16-13, 17-6, 17-16       |       |                                                      |
| Pt: trei jucători 13 Rec: Falker 11 Pase: Taylor 6 |       | Pt: Rotariu 11 Rec: Ostojić 9 Pase: Ostojić, Lazar 2 |

| 10 martie 2018 19:00 |

| Boxscore |

| CS Politehnica Iași                          | 78–54 | CS Dinamo București                              |
| Scorul pe sferturi: 18-18, 23-21, 22-8, 15-7 |       |                                                  |
| Pt: Bojić 35 Rec: Bojić 11 Pase: Taylor 7    |       | Pt: Stănescu 14 Rec: Cioacătă 7 Pase: Stănescu 2 |

| 10 martie 2018 19:15 |

| Boxscore |

| U-BT Cluj-Napoca                               | 88–82 | SCMU Craiova                               |
| Scorul pe sferturi: 24-16, 21-25, 26-25, 17-16 |       |                                            |
| Pt: Watson 22 Rec: Barro 11 Pase: Watson 6     |       | Pt: Reed 18 Rec: Samuels 8 Pase: Mikulić 7 |

| 12 martie 2018 18:00 |

| Boxscore |

| CSM Oradea                                     | 85–81 | BCM U Pitești  |
| Scorul pe sferturi: 29-17, 23-20, 13-27, 20-17 |       |                |
| Pt: Valeika 16                                 |       | Pt: Nicoară 19 |

| 12 martie 2018 17:45 |

| Boxscore |

| BC SCM Timișoara                                      | 73–79 | CS Phoenix Galați                             |
| Scorul pe sferturi: 20-23, 21-19, 19-15, 13-22        |       |                                               |
| Pt: Jeremić 21 Rec: Drăgușin, Diaz 8 Pase: Burdgess 4 |       | Pt: Miller 21 Rec: Gugino 10 Pase: Threatt 10 |

| 12 martie 2018 20:00 |

| Boxscore |

| BC Mureș Târgu Mureș                              | 49–105 | CSU Atlassib Sibiu                                      |
| Scorul pe sferturi: 15-18, 8-30, 10-35, 16-22     |        |                                                         |
| Pt: trei jucători 11 Rec: Borșa 14 Pase: Porime 3 |        | Pt: Davis, Dragoste 21 Rec: Williams 9 Pase: Paliciuc 5 |

### Etapa a XXI-a
| 16 martie 2018 18:00 |

| Boxscore |

| BC Timba Timișoara                            | 74–105 | CSM Oradea                                    |
| Scorul pe sferturi: 20-27, 24-29, 25-23, 5-26 |        |                                               |
| Pt: Kandić 18 Rec: Lazăr 5 Pase: Dumić 5      |        | Pt: Pašalić 27 Rec: Valeika 7 Pase: Richard 8 |

| 17 martie 2018 16:00 |

| Boxscore |

| CS Dinamo București                                            | 87–77 (OT) | BC Mureș Târgu Mureș                                |
| Scorul pe sferturi: 24-22, 17-14, 16-19, 16-18, Overtime: 14-4 |            |                                                     |
| Pt: Cioacătă 33 Rec: Casale 13 Pase: Stănescu, Casale 4        |            | Pt: Stăncuț 24 Rec: Stăncuț, Borșa 12 Pase: Steff 8 |

| 17 martie 2018 17:00 |

| Boxscore |

| CS Phoenix Galați                                   | 73–76 | U-BT Cluj-Napoca                         |
| Scorul pe sferturi: 19-19, 30-11, 14-19, 10-27      |       |                                          |
| Pt: Threatt 18 Rec: Gugino, Sabău 7 Pase: Threatt 7 |       | Pt: Rašić 24 Rec: Šakić 8 Pase: Watson 8 |

| 17 martie 2018 19:00 |

| Boxscore |

| BCM U Pitești                                  | 77–80 | Steaua CSM Eximbank București                                    |
| Scorul pe sferturi: 17-18, 16-16, 16-18, 28-28 |       |                                                                  |
| Pt: Troupe 20 Rec: Nicoară 7 Pase: Kostoski 4  |       | Pt: Zeković 17 Rec: trei jucători 6 Pase: Runkauskas, Lapornik 4 |

| 17 martie 2018 19:00 |

| Boxscore |

| CS Politehnica Iași                            | 67–89 | CSU Atlassib Sibiu                                     |
| Scorul pe sferturi: 18-24, 15-19, 22-26, 12-20 |       |                                                        |
| Pt: Taylor 26 Rec: Calenic 6 Pase: Taylor 4    |       | Pt: Dragoste, Kinnard II 19 Rec: Pratt 9 Pase: Pratt 7 |

| 19 martie 2018 18:00 |

| Boxscore |

| SCMU Craiova                                           | 74–85 | BC SCM Timișoara                                |
| Scorul pe sferturi: 18-18, 23-19, 17-26, 16-22         |       |                                                 |
| Pt: Siriščević, Samuels 19 Rec: Samuels 9 Pase: Reed 5 |       | Pt: Jeremić 24 Rec: Komatina 9 Pase: Komatina 6 |

### Etapa a XXII-a
| 19 martie 2018 18:30 |

| Boxscore |

| CS Dinamo București                             | 50–113 | CSU Atlassib Sibiu                                 |
| Scorul pe sferturi: 15-24, 14-27, 11-27, 10-35  |        |                                                    |
| Pt: Ionescu 12 Rec: Ionescu 9 Pase: Manolescu 5 |        | Pt: Paliciuc 29 Rec: Petrescu 13 Pase: Dragoste 19 |

| 23 martie 2018 17:00 |

| Boxscore |

| CS Politehnica Iași                                | 116–58 | BC Mureș Târgu Mureș                          |
| Scorul pe sferturi: 32-14, 29-14, 30-14, 25-16     |        |                                               |
| Pt: Jackson 28 Rec: Bojić 15 Pase: Bojić, Taylor 5 |        | Pt: Steff 23 Rec: Gîrbea 11 Pase: Rosenfeld 2 |

| 23 martie 2018 17:15 |

| Boxscore |

| U-BT Cluj-Napoca                               | 93–91 | BC SCM Timișoara                            |
| Scorul pe sferturi: 19-25, 21-25, 30-22, 23-19 |       |                                             |
| Pt: Kromah 19 Rec: Šakić 6 Pase: Watson 5      |       | Pt: Jeremić 24 Rec: Drăgușin 7 Pase: Diaz 4 |

| 23 martie 2018 18:00 |

| Boxscore |

| BCM U Pitești                                  | 95–78 | BC Timba Timișoara                                                  |
| Scorul pe sferturi: 24-18, 21-18, 22-21, 28-21 |       |                                                                     |
| Pt: Troupe 27 Rec: Sánta 8 Pase: Person 7      |       | Pt: Medgyesy, Kovacevic 16 Rec: Pierce 11 Pase: Medgyesy, Rotariu 3 |

| 24 martie 2018 19:00 |

| Boxscore |

| CS Phoenix Galați                              | 82–102 | SCMU Craiova                                     |
| Scorul pe sferturi: 15-21, 27-29, 16-28, 24-24 |        |                                                  |
| Pt: Threatt 24 Rec: Gugino 9 Pase: Miller 4    |        | Pt: Siriščević 27 Rec: Samuels 8 Pase: Mikulić 8 |

| 24 martie 2018 20:15 |

| Boxscore |

| Steaua CSM Eximbank București                  | 85–85 | CSM Oradea                                    |
| Scorul pe sferturi: 12-14, 30-25, 14-24, 29-17 |       |                                               |
| Pt: Zeković 20 Rec: Falker 9 Pase: Flowers 6   |       | Pt: Richard 24 Rec: Valeika 9 Pase: Pašalić 4 |

## Clasament sezonul regulat după Faza a II-a

### Grupa 1-6
| Poz. | Echipa                        | J  | V  | Î  | P  | PM   | PP   | DC   | MPM  | MPP  |
| ---- | ----------------------------- | -- | -- | -- | -- | ---- | ---- | ---- | ---- | ---- |
| 1    | U-BT Cluj-Napoca              | 32 | 23 | 9  | 55 | 2750 | 2454 | +296 | 85.9 | 76.7 |
| 2    | CSU Atlassib Sibiu            | 32 | 23 | 9  | 55 | 2734 | 2418 | +316 | 85.4 | 75.6 |
| 3    | CSM CSU Oradea                | 32 | 22 | 10 | 54 | 2799 | 2441 | +358 | 87.5 | 76.3 |
| 4    | Steaua CSM Eximbank București | 32 | 21 | 11 | 53 | 2686 | 2399 | +287 | 83.9 | 75.0 |
| 5    | BC SCM Timișoara              | 32 | 20 | 12 | 52 | 2759 | 2494 | +265 | 86.2 | 77.9 |
| 6    | BCM U Pitești                 | 32 | 15 | 17 | 47 | 2615 | 2545 | +70  | 81.7 | 79.5 |

### Grupa 7-12
Notă: Echipa BC Mureș Târgu Mureș a notificat FRB că se retrage din competiție și că nu va mai participa la meciurile din play-out.
| Poz. | Echipa               | J  | V  | Î  | P  | PM   | PP   | DC    | MPM  | MPP  |
| ---- | -------------------- | -- | -- | -- | -- | ---- | ---- | ----- | ---- | ---- |
| 1    | SCMU Craiova         | 30 | 18 | 12 | 48 | 2861 | 2511 | +350  | 95,4 | 83,7 |
| 2    | CS Phoenix Galați    | 30 | 17 | 13 | 47 | 2557 | 2335 | +222  | 85,2 | 77,8 |
| 3    | BC Timba Timișoara   | 30 | 9  | 21 | 39 | 2372 | 2650 | -278  | 79,1 | 88,3 |
| 4    | CS Politehnica Iași  | 30 | 5  | 25 | 35 | 2299 | 2749 | -450  | 76,6 | 91,6 |
| 5    | CS Dinamo București  | 30 | 3  | 27 | 33 | 1954 | 2967 | -1013 | 65,1 | 98,9 |
| 6    | BC Mureș Târgu Mureș | 22 | 6  | 16 | 28 | 1531 | 1954 | -423  | 69,6 | 88,8 |

Legendă:
J = meciuri jucate;
V = victorii;
Î = înfrângeri;
P = puncte;
PM = puncte marcate;
PP = puncte primite;
DC = diferență coșaveraj;
MPM = media punctelor marcate/meci;
MPP = media punctelor primite/meci

## Rezultate sezonul regulat - Faza a II-a

### Etapa a XXIII-a

#### Play-off
| 27 martie 2018 18:15 |

| Boxscore |

| BCM U Pitești                                  | 81–98 | CSU Atlassib Sibiu                               |
| Scorul pe sferturi: 26-28, 22-21, 21-23, 12-26 |       |                                                  |
| Pt: Nicoară 13 Rec: Santa 6 Pase: Kostoski 5   |       | Pt: Kinnard II 18 Rec: Williams 13 Pase: Laser 5 |

| 27 martie 2017 20:00 |

| Boxscore |

| Steaua CSM Eximbank București                                   | 84–74 | U-BT Cluj-Napoca                         |
| Scorul pe sferturi: 15-26, 20-21, 20-15, 29-12                  |       |                                          |
| Pt: Falker 20 Rec: Flowers, Marinov 7 Pase: Lapornik, Zekovic 3 |       | Pt: Sakic 29 Rec: Sakic 8 Pase: Watson 8 |

| 28 martie 2017 18:00 |

| Boxscore |

| BC SCM Timișoara                                  | 72–88 | CSM Oradea                                                    |
| Scorul pe sferturi: 15-19, 26-24, 22-23, 23-22    |       |                                                               |
| Pt: Mijajlovic 17 Rec: Burdgess 7 Pase: Jeremic 8 |       | Pt: Kariniauskas 23 Rec: Gajovic 11 Pase: Mandache, Richard 3 |

#### Play-out
| 28 martie 2017 19:00 |

| Boxscore |

| CS Phoenix Galați                                     | 109–72 | CS Politehnica Iași                       |
| Scorul pe sferturi: 21-24, 35-18, 30-17, 23-13        |        |                                           |
| Pt: Artino 31 Rec: Gugino 11 Pase: Miller, Threatt 11 |        | Pt: Solopa 25 Rec: Solopa 11 Pase: Popa 4 |

| 28 martie 2017 17:00 |

| Boxscore |

| CS Dinamo București                               | 70–99 | SCMU Craiova                                     |
| Scorul pe sferturi: 21-28, 15-33, 15-24, 19-14    |       |                                                  |
| Pt: Iliescu 21 Rec: Bîrloveanu 8 Pase: Stănescu 7 |       | Pt: Siriscevic 29 Rec: Samuels 7 Pase: Passoja 5 |

### Etapa a XXIV-a

#### Play-off
| 30 martie 2018 18:00 |

| Boxscore |

| CSU Atlassib Sibiu                                   | 78–76 | Steaua CSM Eximbank București                   |
| Scorul pe sferturi: 21-20, 21-20, 11-21, 25-15       |       |                                                 |
| Pt: Laser 21 Rec: Pratt, Williams 6 Pase: Williams 4 |       | Pt: Runkauskas 25 Rec: Flowers 9 Pase: Falker 6 |

| 31 martie 2018 17:15 |

| Boxscore |

| CSM Oradea                                     | 77–66 | BCM U Pitești                                |
| Scorul pe sferturi: 23-19, 18-16, 23-20, 13-11 |       |                                              |
| Pt: Pasalic 19 Rec: Valeika 6 Pase: Richard 5  |       | Pt: Agafonov 20 Rec: Santa 8 Pase: Russell 4 |

| 31 martie 2018 19:00 |

| Boxscore |

| U-BT Cluj-Napoca                               | 98–89 | BC SCM Timișoara                                  |
| Scorul pe sferturi: 27-21, 22-25, 24-16, 25-27 |       |                                                   |
| Pt: Watson 25 Rec: Sakic 7 Pase: Sakic 6       |       | Pt: Jeremic 19 Rec: Diaz 7 Pase: patru jucători 3 |

#### Play-out
| 31 martie 2018 19:00 |

| Boxscore |

| CS Phoenix Galați                              | 80–70 | BC Timba Timișoara                         |
| Scorul pe sferturi: 21-18, 28-20, 18-18, 13-14 |       |                                            |
| Pt: Miller 17 Rec: Gugino 10 Pase: Gugino 8    |       | Pt: Reljic 20 Rec: Ostojic 9 Pase: Dumic 6 |

| 1 aprilie 2018 19:00 |

| Boxscore |

| SCMU Craiova                                      | 122–59 | CS Politehnica Iași                                          |
| Scorul pe sferturi: 21-28, 15-33, 15-24, 19-14    |        |                                                              |
| Pt: Paasoja 34 Rec: Siriscevic 8 Pase: Mikulic 14 |        | Pt: Nuna, Solopa 14 Rec: Solopa 9 Pase: Amarghioalei, Nuna 3 |

### Etapa a XXV-a

#### Play-off
| 3 aprilie 2018 18:00 |

| Boxscore |

| BCM U Pitești                                         | 78–74 | U-BT Cluj-Napoca                                 |
| Scorul pe sferturi: 20-16, 18-29, 18-13, 22-16        |       |                                                  |
| Pt: Agafonov 21 Rec: trei jucători 6 Pase: Kostoski 5 |       | Pt: Torok 16 Rec: trei jucători 6 Pase: Watson 9 |

| 3 aprilie 2018 19:00 |

| Boxscore |

| BC SCM Timișoara                                      | 78–66 | Steaua CSM Eximbank București              |
| Scorul pe sferturi: 17-22, 21-15, 21-13, 19-13        |       |                                            |
| Pt: Jeremic 20 Rec: Burdgess 11 Pase: trei jucători 5 |       | Pt: Falker 16 Rec: Falker 6 Pase: Taylor 5 |

| 3 aprilie 2018 20:00 |

| Boxscore |

| CSM Oradea                                                    | 98–89 | CSU Atlassib Sibiu                      |
| Scorul pe sferturi: 27-21, 30-26, 15-15, 32-26                |       |                                         |
| Pt: Kariniauskas 25 Rec: Valeika, Nicolescu 8 Pase: Pasalic 5 |       | Pt: Laser 17 Rec: Laser 9 Pase: Pratt 4 |

#### Play-out
| 3 aprilie 2018 16:00 |

| Boxscore |

| BC Timba Timișoara                            | 91–74 | CS Politehnica Iași                                    |
| Scorul pe sferturi: 20-27, 17-22, 29-21, 25-4 |       |                                                        |
| Pt: Kandic 26 Rec: Kandic 8 Pase: Medgyesy 6  |       | Pt: Amarghioalei 16 Rec: Amarghioalei 11 Pase: Nuna 11 |

| 3 aprilie 2018 17:00 |

| Boxscore |

| CS Dinamo București                                        | 62–94 | CS Phoenix Galați                                      |
| Scorul pe sferturi: 16-25, 16-20, 11-26, 19-23             |       |                                                        |
| Pt: Stănescu 17 Rec: Cioacătă 6 Pase: Stănescu, Cioacătă 3 |       | Pt: Artino 19 Rec: Pavlovic, Artino 9 Pase: Petrișor 5 |

### Etapa a XXVI-a

#### Play-off
| 6 aprilie 2018 17:15 |

| Boxscore |

| U-BT Cluj-Napoca                               | 89–74 | Steaua CSM Eximbank București                      |
| Scorul pe sferturi: 20-16, 18-29, 18-13, 22-16 |       |                                                    |
| Pt: Watson 20 Rec: Sakic 8 Pase: Sakic 7       |       | Pt: Kariniauskas 15 Rec: Valeika 6 Pase: Richard 5 |

| 6 aprilie 2018 18:00 |

| Boxscore |

| CSU Atlassib Sibiu                            | 78–66 | BC SCM Timișoara                        |
| Scorul pe sferturi: 21-9, 10-22, 21-18, 22-15 |       |                                         |
| Pt: Laser 23 Rec: Williams 8 Pase: Pratt 3    |       | Pt: Diaz 20 Rec: Diaz 10 Pase: Calotă 2 |

| 6 aprilie 2018 19:00 |

| Boxscore |

| Steaua CSM Eximbank București                          | 80–59 | CSU Atlassib Sibiu                                     |
| Scorul pe sferturi: 27-11, 11-12, 15-20, 27-16         |       |                                                        |
| Pt: Runkauskas, Zekovic 18 Rec: Baciu 8 Pase: Taylor 8 |       | Pt: Troupe 15 Rec: Russell, Agafonov 5 Pase: Russell 6 |

#### Play-out
| 6 aprilie 2018 15:00 |

| Boxscore |

| CS Politehnica Iași                              | 103–83 | CS Dinamo București                                     |
| Scorul pe sferturi: 32-17, 30-28, 17-15, 24-23   |        |                                                         |
| Pt: Taylor 32 Rec: Amarghioalei 9 Pase: Taylor 6 |        | Pt: Casale, Cioacătă 27 Rec: Casale 10 Pase: Stănescu 5 |

| 6 aprilie 2018 18:00 |

| Boxscore |

| SCMU Craiova                                         | 95–75 | BC Timba Timișoara                         |
| Scorul pe sferturi: 20-16, 27-20, 26-19, 22-20       |       |                                            |
| Pt: Siriscevic 22 Rec: Aleksandrov 5 Pase: Paasoja 6 |       | Pt: Lazar 20 Rec: Lazar 7 Pase: Medgyesy 4 |

### Etapa a XXVII-a

#### Play-off
| 11 aprilie 2018 18:00 |

| Boxscore |

| BCM U Pitești                                  | 79–84 | BC SCM Timișoara |
| Scorul pe sferturi: 18-16, 21-26, 15-20, 25-22 |       |                  |

| 11 aprilie 2018 19:00 |

| Boxscore |

| U-BT Cluj-Napoca                               | 81–71 | CSU Atlassib Sibiu                               |
| Scorul pe sferturi: 22-16, 21-16, 20-19, 18-20 |       |                                                  |
| Pt: Watson 25 Rec: Sakic 5 Pase: Barro 5       |       | Pt: Pratt 22 Rec: trei jucători 10 Pase: Pratt 5 |

| 11 aprilie 2018 20:00 |

| Boxscore |

| CSM Oradea                                      | 68–82 | Steaua CSM Eximbank București                              |
| Scorul pe sferturi: 11-21, 22-20, 23-14, 12-27  |       |                                                            |
| Pt: Zeno 16 Rec: Valeika 8 Pase: Kariniauskas 6 |       | Pt: Runkauskas 17 Rec: Taylor 7 Pase: Taylor, Runkauskas 3 |

#### Play-out
| 11 aprilie 2018 17:00 |

| Boxscore |

| CS Dinamo București                               | 85–82 | BC Timba Timișoara                        |
| Scorul pe sferturi: 27-23, 18-19, 16-24, 24-16    |       |                                           |
| Pt: Cioacătă 32 Rec: Cioacătă 10 Pase: Stănescu 5 |       | Pt: Kandic 23 Rec: Lazar 14 Pase: Dumic 9 |

| 11 aprilie 2018 19:00 |

| Boxscore |

| CS Phoenix Galați                              | 90–86 | SCMU Craiova                                       |
| Scorul pe sferturi: 20-12, 19-29, 27-12, 24-33 |       |                                                    |
| Pt: Miller 27 Rec: Artino 10 Pase: Gugino 6    |       | Pt: Aleksandrov 18 Rec: Samuels 11 Pase: Samuels 6 |

### Etapa a XXVIII-a

#### Play-off
| 13 aprilie 2018 18:00 |

| Boxscore |

| U-BT Cluj-Napoca                                                              | 94–99 (OT) | Steaua CSM Eximbank București                   |
| Scorul pe sferturi: 21-32, 14-21, 21-13, 21-11, Overtime: 8-8 Overtime2: 9-14 |            |                                                 |
| Pt: Watson 21 Rec: Barro 9 Pase: Watson, Rasic 4                              |            | Pt: Runkauskas 27 Rec: Falker 15 Pase: Taylor 7 |

| 14 aprilie 2018 17:30 |

| Boxscore |

| CSM Oradea                                               | 74–70 | BC SCM Timișoara                          |
| Scorul pe sferturi: 16-10, 16-21, 27-15, 15-24           |       |                                           |
| Pt: Gajovic, Nicolescu 14 Rec: Denison 7 Pase: Richard 5 |       | Pt: Jeremic 20 Rec: Diaz 7 Pase: Calotă 3 |

| 14 aprilie 2018 18:00 |

| Boxscore |

| CSU Atlassib Sibiu                             | 84–77 | BCM U Pitești                                              |
| Scorul pe sferturi: 11-20, 32-19, 24-12, 17-26 |       |                                                            |
| Pt: Laser 21 Rec: Pratt 8 Pase: Davis 5        |       | Pt: Kostoski, Agafonov 19 Rec: Agafonov 6 Pase: Kostoski 4 |

#### Play-out
| 13 aprilie 2018 16:00 |

| Boxscore |

| SCMU Craiova                                   | 123–65 | CS Dinamo București                             |
| Scorul pe sferturi: 27-23, 18-19, 16-24, 24-16 |        |                                                 |
| Pt: Siriscevic 20 Rec: Samuels 9 Pase: Reed 7  |        | Pt: Casale 20 Rec: Cioacătă 10 Pase: Stănescu 4 |

| 15 aprilie 2018 18:00 |

| Boxscore |

| CS Politehnica Iași                            | 82–121 | CS Phoenix Galați                                     |
| Scorul pe sferturi: 33-36, 13-17, 21-27, 15-41 |        |                                                       |
| Pt: Taylor 35 Rec: Taylor 5 Pase: Taylor 7     |        | Pt: Gugino 25 Rec: Gugino 11 Pase: Gugino, Petrișor 5 |

### Etapa a XIX-a

#### Play-off
| 17 aprilie 2018 17:30 |

| Boxscore |

| Steaua CSM Eximbank București                  | 77–74 | CSU Atlassib Sibiu                                    |
| Scorul pe sferturi: 24-23, 24-13, 11-16, 18-21 |       |                                                       |
| Pt: Marinov 16 Rec: Falker 7 Pase: Taylor 8    |       | Pt: Davis, Williams 16 Rec: Williams 12 Pase: Pratt 5 |

| 18 aprilie 2018 18:00 |

| Boxscore |

| BC SCM Timișoara                               | 83–79 | U-BT Cluj-Napoca                           |
| Scorul pe sferturi: 22-12, 23-20, 15-25, 23-22 |       |                                            |
| Pt: Diaz 20 Rec: Diaz 10 Pase: Calotă 6        |       | Pt: Lapornik 20 Rec: Sakic 6 Pase: Sakic 4 |

| 14 aprilie 2018 18:00 |

| Boxscore |

| BCM U Pitești                                                   | 93–98 (OT) | CSM Oradea                           |
| Scorul pe sferturi: 17-23, 26-17, 22-11, 16-30, Overtime: 12-17 |            |                                      |
| Pt: Agafonov 30 Rec: trei jucători 6 Pase: Kostoski, Russell 5  |            | Pt: Zeno 28 Rec: Zeno 7 Pase: Zeno 6 |

#### Play-out
| 18 aprilie 2018 18:00 |

| Boxscore |

| CS Politehnica Iași                                              | 89–117 | SCMU Craiova                                              |
| Scorul pe sferturi: 25-27, 22-26, 19-30, 23-34                   |        |                                                           |
| Pt: Taylor 41 Rec: Amarghioalei, Solopa 4 Pase: Jackson, Vatră 2 |        | Pt: Siriscevic 20 Rec: Samuels, Siriscevic 7 Pase: Reed 5 |

| 18 aprilie 2018 20:30 |

| Boxscore |

| BC Timba Timișoara                            | 63–82 | CS Phoenix Galați                                  |
| Scorul pe sferturi: 21-27, 12-24, 16-22, 14-9 |       |                                                    |
| Pt: Dumic 13 Rec: Lazar 8 Pase: Dumic 5       |       | Pt: Artino 19 Rec: Gugino 15 Pase: trei jucători 5 |

### Etapa a XXX-a

#### Play-off
| 21 aprilie 2018 17:50 |

| Boxscore |

| CSU Atlassib Sibiu                                | 93–92 | CSM Oradea                                              |
| Scorul pe sferturi: 24-23, 24-13, 11-16, 18-21    |       |                                                         |
| Pt: Laser 32 Rec: Williams 9 Pase: Davis, Laser 4 |       | Pt: Kariniauskas 20 Rec: Denison 5 Pase: Kariniauskas 6 |

| 21 aprilie 2018 18:00 |

| Boxscore |

| Steaua CSM Eximbank București                  | 84–81 | BC SCM Timișoara                                   |
| Scorul pe sferturi: 22-12, 23-20, 15-25, 23-22 |       |                                                    |
| Pt: Taylor 25 Rec: Falker 11 Pase: Taylor 5    |       | Pt: Diaz 26 Rec: Calotă 6 Pase: Komatina, Calotă 4 |

| 21 aprilie 2018 19:00 |

| Boxscore |

| U-BT Cluj-Napoca                               | 90–'81 | BCM U Pitești |
| Scorul pe sferturi: 33-18, 23-16, 21-22, 13-25 |        |               |

#### Play-out
| 21 aprilie 2018 16:40 |

| Boxscore |

| CS Phoenix Galați                                         | 111–55 | CS Dinamo București                            |
| Scorul pe sferturi: 23-12, 29-11, 31-18, 28-14            |        |                                                |
| Pt: Artino 20 Rec: Hadzifezovic, Artino 9 Pase: Threatt 8 |        | Pt: Casale 16 Rec: Cioacătă 9 Pase: Stănescu 4 |

| 21 aprilie 2018 18:00 |

| Boxscore |

| CS Politehnica Iași                            | 82–117 | BC Timba Timișoara                         |
| Scorul pe sferturi: 26-26, 24-27, 17-34, 15-30 |        |                                            |
| Pt: Jackson 27 Rec: Jackson 8 Pase: Jackson 8  |        | Pt: Kandic 26 Rec: Lazar 14 Pase: Reljic 7 |

### Etapa a XXXI-a

#### Play-off
| 24 aprilie 2018 18:15 |

| Boxscore |

| BCM U Pitești                                   | 77–69 | Steaua CSM Eximbank București               |
| Scorul pe sferturi: 17-20, 18-18, 17-16, 25-15  |       |                                             |
| Pt: Russell 22 Rec: Nuutinen 6 Pase: Kostoski 6 |       | Pt: Falker 17 Rec: Falker 10 Pase: Taylor 9 |

| 25 aprilie 2018 18:00 |

| Boxscore |

| CSM Oradea                                             | 82–78 | U-BT Cluj-Napoca                            |
| Scorul pe sferturi: 20-20, 23-19, 17-18, 22-21         |       |                                             |
| Pt: Richard 27 Rec: Valeika, Gajovic 6 Pase: Gajovic 3 |       | Pt: Kromah 17 Rec: Sakic 8 Pase: Lapornik 3 |

| 25 aprilie 2018 19:30 |

| Boxscore |

| BC SCM Timișoara                                        | 84–70 | CSU Atlassib Sibiu                                    |
| Scorul pe sferturi: 17-17, 29-14, 26-16, 12-23          |       |                                                       |
| Pt: Jeremic 24 Rec: Stevanovic, Diaz 8 Pase: Gheorghe 6 |       | Pt: Williams 15 Rec: Williams 13 Pase: Davis, Pratt 3 |

#### Play-out
| 25 aprilie 2018 15:00 |

| Boxscore |

| CS Dinamo București                                | 86–64 | CS Politehnica Iași                              |
| Scorul pe sferturi: 18-23, 17-15, 29-12, 22-14     |       |                                                  |
| Pt: Casale 35 Rec: Casale 21 Pase: [Cezar Stănescu |       | Pt: Buiciuc 16 Rec: Calenic, Nuna 8 Pase: Nuna 5 |

| 25 aprilie 2018 16:30 |

| Boxscore |

| BC Timba Timișoara                             | 59–112 | SCMU Craiova                                         |
| Scorul pe sferturi: 16-37, 12-18, 13-28, 18-29 |        |                                                      |
| Pt: Reljic 17 Rec: Ostojic 8 Pase: Dumic 4     |        | Pt: Siriscevic 27 Rec: Aleksandrov 7 Pase: Mikulic 8 |

### Etapa a XXXII-a

#### Play-off
| 28 aprilie 2018 17:00 |

| Boxscore |

| Steaua CSM Eximbank București                 | 62–72 | CSM Oradea                                         |
| Scorul pe sferturi: 8-13, 21-18, 17-16, 16-25 |       |                                                    |
| Pt: Taylor 20 Rec: Falker 15 Pase: Taylor 3   |       | Pt: Țîbîrnă 17 Rec: Richard 6 Pase: Kariniauskas 6 |

| 28 aprilie 2018 17:00 |

| Boxscore |

| BC SCM Timișoara                                            | 82–70 | BCM U Pitești                                 |
| Scorul pe sferturi: 25-14, 20-22, 15-15, 22-19              |       |                                               |
| Pt: Diaz 28 Rec: Burdgess, Diaz 8 Pase: Tohătan, Komatina 4 |       | Pt: Kostoski 16 Rec: Santa 6 Pase: Kostoski 4 |

| 28 aprilie 2018 17:00 |

| Boxscore |

| CSU Atlassib Sibiu                             | 70–88 | U-BT Cluj-Napoca                                |
| Scorul pe sferturi: 14-19, 20-29, 19-29, 17-11 |       |                                                 |
| Pt: Williams 19 Rec: Pratt 9 Pase: Pratt 5     |       | Pt: Rasic 20 Rec: Barro 7 Pase: Sakic, Watson 3 |

#### Play-out
| 27 aprilie 2018 17:00 |

| Boxscore |

| BC Timba Timișoara                          | 104–95 | CS Dinamo București                               |
| Scorul pe sferturi: -, -, -, -              |        |                                                   |
| Pt: Reljic 23 Rec: Lazar 11 Pase: Balmuș 12 |        | Pt: Casale 31 Rec: Bîrloveanu 11 Pase: Stănescu 6 |

| 28 aprilie 2018 17:00 |

| Boxscore |

| SCMU Craiova                                      | 80–78 | CS Phoenix Galați                            |
| Scorul pe sferturi: 19-20, 21-22, 21-25, 19-11    |       |                                              |
| Pt: Siriscevic 19 Rec: Aleksandrov 8 Pase: Reed 4 |       | Pt: Artino 19 Rec: Threatt 7 Pase: Threatt 4 |

## Play-off
|  | Sferturi de finală            | Sferturi de finală            |                               |   | Semifinale       | Semifinale       |  |  | Medalia de aur | Medalia de aur |
|  |                               |                               |                               |   |                  |                  |  |  |                |                |
|  | 2-4 mai                       |                               |                               |   |                  |                  |  |  |                |                |
|  |                               |                               |                               |   |                  |                  |  |  |                |                |
|  | U-BT Cluj-Napoca              | 3                             |                               |   |                  |                  |  |  |                |                |
|  | U-BT Cluj-Napoca              | 3                             | 19-30 mai                     |   |                  |                  |  |  |                |                |
|  | CS Phoenix Galați             | 0                             |                               |   |                  |                  |  |  |                |                |
|  | CS Phoenix Galați             | 0                             | U-BT Cluj-Napoca              | 2 |                  |                  |  |  |                |                |
|  | 3-5 mai                       |                               | U-BT Cluj-Napoca              | 2 |                  |                  |  |  |                |                |
|  |                               | Steaua CSM Eximbank București | 3                             |   |                  |                  |  |  |                |                |
|  | Steaua CSM Eximbank București | Steaua CSM Eximbank București | 3                             | 3 |                  |                  |  |  |                |                |
|  | Steaua CSM Eximbank București |                               | 3-15 iunie                    | 3 |                  |                  |  |  |                |                |
|  | BC SCM Timișoara              | 2                             |                               |   |                  |                  |  |  |                |                |
|  | BC SCM Timișoara              | 2                             | Steaua CSM Eximbank București | 1 |                  |                  |  |  |                |                |
|  | 2-4 mai                       |                               | Steaua CSM Eximbank București | 1 |                  |                  |  |  |                |                |
|  |                               | CSM CSU Oradea                | 3                             |   |                  |                  |  |  |                |                |
|  | CSU Atlassib Sibiu            | CSM CSU Oradea                | 3                             | 3 |                  |                  |  |  |                |                |
|  | CSU Atlassib Sibiu            | 19-30 mai                     |                               | 3 |                  |                  |  |  |                |                |
|  | SCMU Craiova                  | 0                             |                               |   |                  |                  |  |  |                |                |
|  | SCMU Craiova                  | 0                             | CSU Atlassib Sibiu            | 1 |                  |                  |  |  |                |                |
|  | 3-5 mai                       |                               | CSU Atlassib Sibiu            | 1 |                  |                  |  |  |                |                |
|  |                               | CSM CSU Oradea                | 3                             |   | Medalia de bronz | Medalia de bronz |  |  |                |                |
|  | CSM CSU Oradea                | CSM CSU Oradea                | 3                             | 3 | Medalia de bronz | Medalia de bronz |  |  |                |                |
|  | CSM CSU Oradea                |                               | 3-9 iunie                     | 3 |                  |                  |  |  |                |                |
|  | BCM U Pitești                 | 1                             |                               |   |                  |                  |  |  |                |                |
|  | BCM U Pitești                 | 1                             | U-BT Cluj-Napoca              | 2 |                  |                  |  |  |                |                |
|  |                               |                               |                               |   |                  |                  |  |  |                |                |
|  | CSU Atlassib Sibiu            | 1                             |                               |   |                  |                  |  |  |                |                |
|  | CSU Atlassib Sibiu            | 1                             |                               |   |                  |                  |  |  |                |                |

### Sferturi de finală

#### Sfertul 1
Meciul 1
| 2 mai 2018 18:00 |

| Boxscore |

| U-BT Cluj-Napoca                               | 98–69 | CS Phoenix Galați                            |
| Scorul pe sferturi: 30-21, 28-21, 21-14, 19-13 |       |                                              |
| Pt: Drungilas 13 Rec: Drungilas 9 Pase: Kuti 5 |       | Pt: Artino 21 Rec: Gugino 7 Pase: Petrișor 7 |

Meciul 2
| 4 mai 2018 19:45 |

| Boxscore |

| U-BT Cluj-Napoca                              | 78–64 | CS Phoenix Galați                            |
| Scorul pe sferturi: 22-7, 22-29, 17-18, 17-10 |       |                                              |
| Pt: Watson 18 Rec: Drungilas 8 Pase: Rasic 5  |       | Pt: Threatt 23 Rec: Artino 9 Pase: Threatt 7 |

Meciul 3
| 8 mai 2018 19:00 |

| Boxscore |

| CS Phoenix Galați                                     | 67–71 | U-BT Cluj-Napoca                          |
| Scorul pe sferturi: 23-26, 14-11, 16-18, 14-16        |       |                                           |
| Pt: Threatt 16 Rec: Gugino 11 Pase: Threatt, Gugino 5 |       | Pt: Sakic 19 Rec: Barro 13 Pase: Watson 6 |

#### Sfertul 2
Meciul 1
| 3 mai 2018 19:45 |

| Boxscore |

| Steaua CSM Eximbank București                        | 89–67 | BC SCM Timișoara                                  |
| Scorul pe sferturi: 20-8, 17-23, 24-22, 28-14        |       |                                                   |
| Pt: Flowers 26 Rec: Falker, Marinov 5 Pase: Taylor 9 |       | Pt: Diaz 14 Rec: Diaz 7 Pase: Burdgess, Jeremic 3 |

Meciul 2
| 5 mai 2018 17:00 |

| Boxscore |

| Steaua CSM Eximbank București                  | 69–74 | BC SCM Timișoara                                   |
| Scorul pe sferturi: 22-16, 16-16, 21-16, 10-26 |       |                                                    |
| Pt: Flowers 16 Rec: Falker 11 Pase: Taylor 5   |       | Pt: Jeremic 18 Rec: Komatina 13 Pase: Mijajlovic 7 |

Meciul 3
| 9 mai 2018 19:15 |

| Boxscore |

| BC SCM Timișoara                               | 89–82 | Steaua CSM Eximbank București                                |
| Scorul pe sferturi: 13-19, 22-23, 22-20, 32-20 |       |                                                              |
| Pt: Diaz 20 Rec: Komatina 5 Pase: Mijajlovic 6 |       | Pt: Runkauskas 19 Rec: Runkauskas 6 Pase: Zekovic, Marinov 4 |

Meciul 4
| 9 mai 2018 19:00 |

| Boxscore |

| BC SCM Timișoara                                                | 64–74 | Steaua CSM Eximbank București                |
| Scorul pe sferturi: 25-20, 17-23, 12-21, 10-10                  |       |                                              |
| Pt: Komatina 15 Rec: trei jucători 4 Pase: Komatina, Gheorghe 3 |       | Pt: Flowers 19 Rec: Falker 12 Pase: Falker 9 |

Meciul 5
| 14 mai 2018 20:00 |

| Boxscore |

| Steaua CSM Eximbank București                   | 76–69 | BC SCM Timișoara                           |
| Scorul pe sferturi: 25-13, 24-18, 12-19, 15-19  |       |                                            |
| Pt: Zekovic 16 Rec: Falker 7 Pase: Runkauskas 5 |       | Pt: Diaz 19 Rec: Diaz 8 Pase: Mijajlovic 5 |

#### Sfertul 3
Meciul 1
| 2 mai 2018 19:45 |

| Boxscore |

| CSU Atlassib Sibiu                             | 86–73 | SCMU Craiova                                       |
| Scorul pe sferturi: 25-24, 22-19, 20-16, 19-14 |       |                                                    |
| Pt: Laser 23 Rec: Pratt 8 Pase: Laser 4        |       | Pt: Aleksandrov 18 Rec: Reed 9 Pase: Virna, Reed 4 |

Meciul 2
| 4 mai 2018 19:00 |

| Boxscore |

| CSU Atlassib Sibiu                             | 82–75 | SCMU Craiova                                         |
| Scorul pe sferturi: 23-24, 23-12, 16-18, 20-21 |       |                                                      |
| Pt: Pratt 21 Rec: Williams 11 Pase: Pratt 5    |       | Pt: Aleksandrov 21 Rec: Reed 9 Pase: Reed, Samuels 4 |

Meciul 3
| 8 mai 2018 18:00 |

| Boxscore |

| SCMU Craiova                                               | 84–85 | CSU Atlassib Sibiu                           |
| Scorul pe sferturi: 25-22, 24-25, 14-17, 21-21             |       |                                              |
| Pt: Aleksandrov 24 Rec: Siriscevic, Reed 7 Pase: Paasoja 4 |       | Pt: Capers 17 Rec: Williams 16 Pase: Pratt 8 |

#### Sfertul 4
Meciul 1
| 3 mai 2018 18:00 |

| Boxscore |

| CSM Oradea                                     | 62–66 | BCM U Pitești                                        |
| Scorul pe sferturi: 15-23, 15-17, 10-12, 22-14 |       |                                                      |
| Pt: Zeno 13 Rec: Gajovic 10 Pase: Zeno 4       |       | Pt: Agafonov 23 Rec: Nicoară 8 Pase: trei jucători 2 |

Meciul 2
| 5 mai 2018 19:00 |

| Boxscore |

| CSM Oradea                                                         | 88–58 | BCM U Pitești                               |
| Scorul pe sferturi: -, -, -, -                                     |       |                                             |
| Pt: Richard 19 Rec: Zeno, Valeika 6 Pase: Mandache, Kariniauskas 4 |       | Pt: Troupe 16 Rec: Russell 8 Pase: Person 5 |

Meciul 3
| 9 mai 2018 17:30 |

| Boxscore |

| BCM U Pitești                                    | 70–83 | CSM Oradea                                                |
| Scorul pe sferturi: 23-24, 14-28, 18-17, 15-14   |       |                                                           |
| Pt: Agafonov 17 Rec: Nuutinen 6 Pase: Kostoski 6 |       | Pt: Zeno 18 Rec: Denison 11 Pase: Richard, Kariniauskas 4 |

Meciul 4
| 11 mai 2018 20:00 |

| Boxscore |

| BCM U Pitești                                  | 67–74 | CSM Oradea                                           |
| Scorul pe sferturi: 20-19, 18-20, 11-18, 18-17 |       |                                                      |
| Pt: Troupe 20 Rec: Agafonov 10 Pase: Person 4  |       | Pt: Denison 16 Rec: Valeika 11 Pase: trei jucători 4 |

### Semifinale

#### Semifinala 1
Meciul 1
| 19 mai 2018 19:15 |

| Boxscore |

| U-BT Cluj-Napoca                               | 98–69 | Steaua CSM Eximbank București               |
| Scorul pe sferturi: 24-21, 25-18, 14-25, 26-15 |       |                                             |
| Pt: Watson 17 Rec: Sakic 8 Pase: Watson 7      |       | Pt: Flowers 19 Rec: Falker 5 Pase: Falker 8 |

Meciul 2
| 21 mai 2018 20:00 |

| Boxscore |

| U-BT Cluj-Napoca                               | 85–75 | Steaua CSM Eximbank București              |
| Scorul pe sferturi: 25-23, 15-19, 14-14, 31-19 |       |                                            |
| Pt: Sakic 18 Rec: Barro 7 Pase: Watson 5       |       | Pt: Falker 21 Rec: Falker 6 Pase: Falker 7 |

Meciul 3
| 25 mai 2018 20:00 |

| Boxscore |

| Steaua CSM Eximbank București                  | 79–71 | U-BT Cluj-Napoca                               |
| Scorul pe sferturi: 21-23, 20-14, 20-16, 18-18 |       |                                                |
| Pt: Taylor 15 Rec: Fraseniuc 6 Pase: Taylor 6  |       | Pt: Watson 18 Rec: Barro 5 Pase: Sakic, Kuti 3 |

Meciul 4
| 27 mai 2018 18:00 |

| Boxscore |

| Steaua CSM Eximbank București                    | 86–78 | U-BT Cluj-Napoca                                   |
| Scorul pe sferturi: 22-9, 19-21, 21-30, 24-18    |       |                                                    |
| Pt: Runkauskas 19 Rec: Zekovic 10 Pase: Taylor 4 |       | Pt: Kromah 20 Rec: patru jucători 5 Pase: Kromah 3 |

Meciul 5
| 30 mai 2018 19:30 |

| Boxscore |

| U-BT Cluj-Napoca                                | 72–76 | Steaua CSM Eximbank București                   |
| Scorul pe sferturi: 16-23, 19-15, 20-16, 17-22  |       |                                                 |
| Pt: Sakic 15 Rec: Sakic, Rasic 6 Pase: Watson 8 |       | Pt: Runkauskas 26 Rec: Falker 10 Pase: Taylor 5 |

#### Semifinala 2
Meciul 1
| 19 mai 2018 17:30 |

| Boxscore |

| CSU Atlassib Sibiu                             | 78–81 | CSM Oradea                                  |
| Scorul pe sferturi: 24-28, 14-21, 12-12, 28-20 |       |                                             |
| Pt: Laser 21 Rec: Williams 11 Pase: Laser 11   |       | Pt: Zeno 22 Rec: Mandache 8 Pase: Richard 6 |

Meciul 2
| 21 mai 2018 18:00 |

| Boxscore |

| CSU Atlassib Sibiu                             | 85–78 | CSM Oradea                                    |
| Scorul pe sferturi: 28-17, 19-18, 15-22, 23-21 |       |                                               |
| Pt: Laser 32 Rec: Williams 12 Pase: Laser 5    |       | Pt: Richard 19 Rec: Denison 9 Pase: Richard 4 |

Meciul 3
| 25 mai 2018 20:00 |

| Boxscore |

| CSM Oradea                                      | 76–64 | CSU Atlassib Sibiu                               |
| Scorul pe sferturi: 25-16, 14-14, 14-17, 23-17  |       |                                                  |
| Pt: Richard 17 Rec: Zeno 8 Pase: Kariniauskas 5 |       | Pt: Pratt 16 Rec: Williams 14 Pase: Kinnard II 4 |

Meciul 4
| 27 mai 2018 20:00 |

| Boxscore |

| CSM Oradea                                      | 71–61 | CSU Atlassib Sibiu                         |
| Scorul pe sferturi: 13-16, 17-7, 27-18, 14-20   |       |                                            |
| Pt: Zeno 32 Rec: Denison 7 Pase: Kariniauskas 6 |       | Pt: Laser 17 Rec: Williams 8 Pase: Laser 6 |

### Finala pentru locurile 3-4
Meciul 1
| 3 iunie 2018 18:00 |

| Boxscore |

| U-BT Cluj-Napoca                               | 94–89 | CSU Atlassib Sibiu                           |
| Scorul pe sferturi: 20-31, 25-18, 23-19, 26-22 |       |                                              |
| Pt: Rasic 23 Rec: Barro 8 Pase: Watson 6       |       | Pt: Pratt 22 Rec: Kinnard II 8 Pase: Laser 9 |

Meciul 2
| 6 iunie 2018 18:00 |

| Boxscore |

| CSU Atlassib Sibiu                                  | 93–90 | U-BT Cluj-Napoca                                      |
| Scorul pe sferturi: 17-17, 24-25, 22-19, 30-29      |       |                                                       |
| Pt: Pratt 28 Rec: Williams 11 Pase: trei jucători 2 |       | Pt: Watson 26 Rec: Barro 9 Pase: Zeigler III, Rasic 3 |

Meciul 3
| 9 iunie 2018 18:00 |

| Boxscore |

| U-BT Cluj-Napoca                               | 91–77 | CSU Atlassib Sibiu                                     |
| Scorul pe sferturi: 21-28, 34-18, 15-16, 21-15 |       |                                                        |
| Pt: Rasic 21 Rec: Zeigler III 6 Pase: Watson 7 |       | Pt: Kinnard II 20 Rec: Laser, Williams 9 Pase: Pratt 5 |

### Finala pentru locurile 1-2
Meciul 1
| 4 iunie 2018 20:00 |

| Boxscore |

| CSM Oradea                                         | 86–73 | Steaua CSM Eximbank București                 |
| Scorul pe sferturi: 26-15, 22-20, 14-19, 24-19     |       |                                               |
| Pt: Zeno 20 Rec: Zeno, Kariniauskas 5 Pase: Zeno 6 |       | Pt: Zekovic 16 Rec: Flowers 7 Pase: Marinov 6 |

Meciul 2
| 6 iunie 2018 20:00 |

| Boxscore |

| CSM Oradea                                          | 70–75 | Steaua CSM Eximbank București                 |
| Scorul pe sferturi: 29-12, 15-28, 12-11, 14-24      |       |                                               |
| Pt: Richard 22 Rec: Denison 10 Pase: Kariniauskas 4 |       | Pt: Falker 19 Rec: Baciu 6 Pase: Runkauskas 5 |

Meciul 3
| 10 iunie 2018 18:00 |

| Boxscore |

| Steaua CSM Eximbank București                         | 70–94 | CSM Oradea                                               |
| Scorul pe sferturi: 13-26, 18-20, 17-22, 22-26        |       |                                                          |
| Pt: Marinov 17 Rec: Runkauska 5 Pase: trei jucători 3 |       | Pt: Kariniauskas 21 Rec: Zeno, Valeika 7 Pase: Richard 5 |

Meciul 4
| 12 iunie 2018 20:00 |

| Boxscore |

| Steaua CSM Eximbank București                          | 89–92 | CSM Oradea                                  |
| Scorul pe sferturi: 21-15, 19-26, 18-18, 31-33         |       |                                             |
| Pt: Taylor 22 Rec: Falker 7 Pase: Runkauska, Marinov 3 |       | Pt: Richard 26 Rec: Denison 12 Pase: Zeno 5 |